# 탁실라
탁실라(우르두어: ٹيکسلا, 고대 그리스어: Τάξιλα) 또는 탁샤실라(산스크리트어: 𑀢𑀓𑁆𑀓𑀰𑀺𑀮𑀸, 프라크리트어: 𑀢𑀔𑀲𑀺𑀮𑀸)는 파키스탄 펀자브주 포토하르고원 지역에 있는 도시이다. 라왈핀디구의 탁실라 테실에 위치하며, 이슬라마바드-라왈핀디 대도시권에서 북서쪽으로 약 25 킬로미터 (16 mi) 떨어져 있으며, 카이베르파크툰크와주의 하리푸르구 바로 남쪽에 있다.
베다 시대에 세워진 옛 탁실라는 한때 고대 간다라의 수도였다. 이 도시는 인더스강의 동쪽 기슭에 위치했으며—인도 아대륙과 중앙아시아의 중요한 교차점이었다; 아마도 기원전 1000년경에 세워진 것으로 추정된다. 탁샤실라와 푸슈칼라바티는 십육대국 시대 동안 간다라에서 중요한 도시로 남아 있었다. 이 도시는 기원전 550년에서 326년 사이에 아케메네스 제국의 일부가 된 것으로 추정된다. 기원전 326년, 알렉산드로스 대왕이 아케메네스 왕조를 전복한 후 이 도시를 차지했다. 알렉산더는 도시가 즉시 자신의 마케도니아 제국에 항복했기 때문에 전투 없이 도시를 점령했다. 그 후 마우리아 제국 (~기원전 317년 – ~기원전 200년), 인도-그리스 왕국 (~기원전 200년 – ~기원전 55년), 인도-스키타이 (~기원전 80년 – ~기원후 30년), 그리고 쿠샨 제국 (~기원후 30년 – ~기원후 375년)이 차례로 지배했으며, 쿠샨 제국은 1세기 경에 기존 도시를 파괴하고 유적 북쪽 부지에 자신들의 도시를 건설했다. 전략적 위치 때문에 탁실라는 수세기 동안 여러 세력이 그 지배를 놓고 경쟁하며 여러 차례 주인이 바뀌었다. 이 지역을 연결하는 고대 무역로가 중요성을 잃자 도시는 중요성이 떨어졌고, 결국 5세기경 침략한 후나족에 의해 파괴되었다. 19세기 중반 영국령 인도에서 고대 탁실라의 유적은 영국 고고학자 알렉산더 커닝엄에 의해 재발견되었고 존 마셜 경에 의해 광범위하게 발굴되었다. 1980년에 유네스코는 탁실라를 세계유산으로 지정했다.
일부 견해에 따르면 고대 탁실라 대학교는 남아시아에서 가장 초기 대학 또는 교육 센터 중 하나로 간주된다. 다른 학자들은 현대적 의미의 대학으로 보지 않는데, 그곳에 살던 교사들이 특정 대학의 공식적인 회원 자격을 갖지 않았을 수 있으며, 도시에 특별히 지어진 강의실과 주거 시설이 존재했던 것으로 보이지 않기 때문이다. 2010년 보고서에서 글로벌 헤리티지 펀드는 불충분한 관리, 개발 압력, 약탈, 무력 충돌을 주요 위협으로 지적하며 탁실라를 전 세계적으로 돌이킬 수 없는 손실과 피해의 "위기"에 처한 12곳 중 하나로 지목했다. 그러나 이후 파키스탄 정부에 의해 상당한 보존 노력이 이루어졌으며, 그 결과 여러 국제 출판물에서 이 유적지가 "잘 보존된" 것으로 재분류되었다. 광범위한 보존 노력과 유지 관리 덕분에 탁실라는 펀자브의 인기 있는 관광지 중 하나로, 매년 최대 백만 명의 관광객을 유치한다.

## 어원

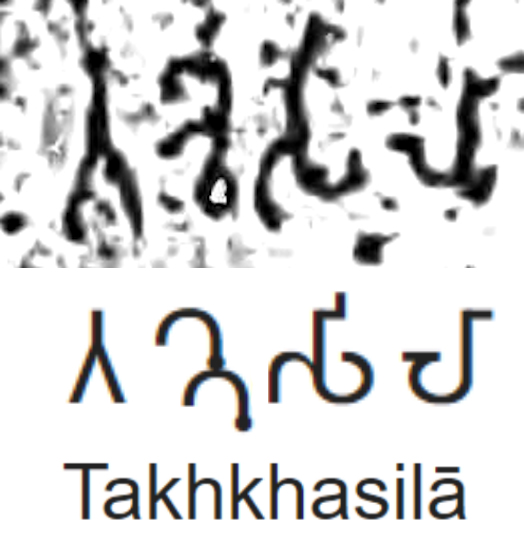
기원전 100년경 헬리오도로스 기둥 명문에서 나타나는 탁실라 시의 이름 (팔리어 브라흐미 문자:, Takhkhasilā)

고대에는 탁실라가 산스크리트어로 Takṣaśilā (IAST에 따름)로 알려졌고, 팔리어로는 Takkhasilā로 알려졌다. 도시의 산스크리트어 이름은 라마야나에 나오는 이야기에 따라 "잘라낸 돌의 도시" 또는 "탁샤의 바위"로 번역되는데, 이 이야기에 따르면 이 도시는 힌두교 신 라마의 남동생인 바라타가 세웠고 바라타의 아들 탁샤를 기리기 위해 이름 지어졌다고 한다.
그러나 도시의 현대적인 이름은 프톨레마이오스의 지리학에 기록된 고대 그리스어 표기에서 유래했다. 탁실라의 그리스어 표기는 시간이 지나면서 보편적으로 선호되었고, 산스크리트어와 팔리어 이름은 사용되지 않게 되었다.
비단길을 통해 이 도시를 방문한 중국 불교 순례자 법현은 그 이름의 의미를 "잘린 머리"라고 설명했다. 그는 자타카의 도움으로 그곳이 고타마 붓다가 보살 또는 찬드라프라바로서 이전 생에서 굶주린 사자에게 먹이를 주기 위해 자신의 머리를 잘라낸 곳이라고 해석했다. 이 전통은 19세기에 바부르 카나("호랑이의 집")로 알려졌던 시르캅 (역시 "잘린 머리"를 의미한다) 앞 지역에 여전히 남아 있으며, 이는 고타마 붓다가 자신의 머리를 바친 곳을 암시한다. 또한 탁실라 계곡 남쪽의 산맥은 마르갈라(Margala, 직역: '잘린 목')라고 불린다.

## 전통 문헌에서
샤타파타 브라마나와 같은 베다 문헌에는 베다 철학자 웃달라카 아루니 (기원전 7세기경)가 간다라 지역을 여행했다고 언급되어 있다. 후기 불교 문헌인 기원전 4~3세기 자타카에는 탁실라가 아루니와 그의 아들 슈베타케투가 각각 교육을 받은 도시라고 명시되어 있다.
탁실라에 대한 가장 초기 언급 중 하나는 기원전 4세기로 거슬러 올라가는 산스크리트어 문법 논문인 파니니의 아슈타디야이에 있다.
힌두교 서사시 마하바라타의 대부분은 비야사의 제자인 바이샹파야나와 자나메자야 왕 사이의 대화이다. 전통적으로 이 이야기는 자나메자야가 탁샤실라에서 행한 뱀 희생제 중에 비야사의 요청으로 바이샹파야나가 처음 낭송했다고 믿어진다. 청중에는 방랑하는 시인 우그라슈라바스도 있었는데, 그는 나중에 나이미샤숲의 아슈람에서 한 무리의 사제들에게 이 이야기를 낭송했고, 거기서 이야기는 더욱 퍼져나갔다. 쿠루 왕국의 후계자인 파리크시트 (아르주나의 손자)는 탁샤실라에서 즉위했다고 전해진다.
라마야나는 탁샤실라를 라마의 남동생인 바라타가 세운 부유하고 웅장한 도시로 묘사한다. 바라타는 인근의 푸슈칼라바티도 세웠으며, 그의 두 아들 탁샤와 푸슈칼라를 두 도시의 통치자로 세웠다.
불교 자타카에서는 탁실라가 간다라 왕국의 수도이자 세계적으로 유명한 교사들이 있는 위대한 학문 중심지로 묘사된다. 자타카는 탁실라의 비불교 기관과 교사들을 언급한다. 그들은 법률, 의학, 군사학을 포함한 베다 및 기술 분야의 우위를 보여준다. 텔라파타 자타카로 더 잘 알려진 탁카실라 자타카는 숲에서 여행자를 가로막는 야크시니에게 희생되지 않고 7일 안에 도시에 도달하면 탁카실라의 왕이 될 것이라는 말을 들은 바라나시의 왕자 이야기를 들려준다. 디파밤사에 따르면 탁실라의 초기 왕 중 한 명은 디판카라라는 이름의 크샤트리야였으며, 그 뒤를 12명의 아들과 손자들이 이었다. 아바다나칼팔라타에 언급된 Kuñjakarṇa는 이 도시와 관련된 또 다른 왕이다.

### 자이나교에서
탁샤실라는 자이나교와 밀접한 관련이 있었다. 자이나교 전통에 따르면, 첫 번째 티르탕카라인 리샤바나타는 아요디아 지역을 아들 바라타에게 맡기고 탁샤실라 지역을 아들 바후발리에게 맡겼다.
정전 백의파 자이나교 경전 아바샤카 추르니와 아바샤카 니르육티에 따르면, 티르탕카라 리샤바나타는 수백만 년 전 승려로서 방랑하던 중 탁샤실라를 방문했다. 그의 도착 소식을 들은 바후발리는 당시 도시에 없었지만 급히 도시로 달려갔으나, 바후발리가 도착하기 전에 리샤바나타는 이미 떠나고 없었다. 그의 발자국은 그 후 바후발리에 의해 봉헌되었고, 그는 그 위에 높이와 둘레가 수 마일에 달하는 왕좌와 법륜('법의 바퀴')을 세웠다. 14세기 비비다 티르타 칼파는 이 설립을 언급하며 다음과 같이 진술한다.
"तक्षशिलायां बाहुबलीविनिर्मितं धर्मचक्रम् ॥
다르마의 바퀴는 바후발리에 의해 탁샤실라라고 알려진 바위 위에 건설되었다.— "Ācārya Jinaprabhāsūri in "Vividha Tirtha Kalpa" (p. 85)

정전 자이나교 경전 마하니시트 수트라에 따르면, 바후발리가 설립한 다르마차크라 티르타는 찬드라프라바의 거처로 인정되며, 탁샤실라는 자이나교의 중심지로서 그 중요성을 나타내는 "다르마차크라 부미"라고도 불린다.
그 후의 시대에 대한 정보는 제한적이지만, 중세 시대에 탁샤실라는 사기적인 금욕주의자들의 확산과 적절한 생계의 부족으로 인해 어려움을 겪었으며, 이는 자이나교 수도자들의 이 지역 방랑에 대한 제한으로 이어졌음을 알 수 있다. 이는 체다수트라로 알려진 6개의 고대 자이나교 문헌에 기록되어 있다.
삼프라티 황제는 그의 아버지 쿠날라를 기리기 위해 "쿠날라 스투파"로 알려진 자이나 사원을 지었다. 삼프라티의 통치 기간 동안, 자이나교 승려들의 방랑 범위는 여러 배로 확장되었고, 나중에 이 지역도 포함하게 되었다.
프라바바카차리타에 따르면, 2세기에서 3세기경 탁샤실라에는 약 500개의 자이나교 사원이 있었고, 상당수의 자이나교 신자들이 거주했다. 그러나 파괴적인 페스트가 도시를 휩쓸어 광범위한 죽음과 혼란을 초래했다. 자이나 공동체는 스라바카라는 이름의 신도를 나돌로 보내, 아차리야 마나데바수리에게 그들의 고통을 전달했다. 수리는 "라구 샨티 스타바"를 주면서, 그것을 암송하면 페스트가 완화될 것이라고 말했다. 암송 후 페스트는 며칠 안에 가라앉았다. 그러나 3년째에 튀르크족이 도시를 황폐화시켰다.
아차리야 다네스바라수리의 "샤트룬자야 마하트미야"에 따르면, 마후바 출신의 상인 자바드 샤는 비크람 삼바트 108년에 팔리타나 사원을 개조했다. 그는 탁샤실라에서 리샤바나타의 불상을 가져와 샤트룬자야 사원들 중 주요 신전에 주신으로 안치했다.
탁샤실라 발굴은 이러한 전통을 뒷받침한다. 존 마셜 박사는 인도-그리스 왕들이 요새화된 위치에서 도시를 옮겨 기원전 2세기 초에 시르캅에 정착시켰다고 언급했다. 이 도시는 그리스인, 사카, 팔라바, 쿠샨 시대를 거쳐 계속 거주되었다. 시르캅의 주요 도로를 따라 수많은 크고 작은 사원들이 발견되었다. 마셜 박사는 시르캅의 'F'와 'G' 구역의 사원들이 마투라에서 발견된 자이나교 스투파인 칸칼리 틸라와의 건축적 유사성 때문에 자이나교 사원이라고 결론 내렸다. 주요 도로 오른쪽에 위치한 'G' 구역에서는 수많은 큰 건물 유적이 발견되었는데, 이 건물들 옆에는 작은 사원들이 존재했으며, 이 사원들은 신도들이 접근할 수 있었다. 이 증거는 탁샤실라가 자이나교의 중요한 중심지였다는 자이나교 전통의 주장을 강력히 뒷받침한다.

## 역사

### 초기 정착
탁실라 주변 지역은 신석기 시대부터 정착되었으며, 탁실라의 일부 유적은 기원전 1000년으로 거슬러 올라간다. 기원전 1300년경 초기 하라파 시대의 유적도 탁실라 지역에서 발견되었지만, 이 지역은 결국 인더스 문명이 붕괴된 후 버려졌다.
탁실라 계곡에서 가장 오래된 정착지는 탁실라 박물관에서 남서쪽으로 2km 떨어진 사라이 콜라에서 발견되었다. 이곳의 1기에서 나온 세 개의 방사성 탄소 연대 측정 결과는 이 유적지가 기원전 4천년 말에서 3천년 초 사이에 처음 점유되었음을 시사한다. 이 유적지에는 광택석기 석기, 부싯돌 칼날, 그리고 직조 바구니가 제조 공정에 사용되었고 외부 표면에 슬러리가 적용된 뚜렷한 유형의 고도로 연마된 토기가 발견되었다.
사라이 콜라의 IA기 및 II기는 1기와의 연속성을 보여주는 것으로 보이며, 붉은색 윤기 있는 토기가 나타났다. 그러나 코트 디지 양식의 토기가 더 많이 발견되었고, 코트 디지 양식의 형태는 물레를 사용하여 만들어진 흔적을 보여주어 1기 재료와는 뚜렷한 기술적 변화를 나타낸다. 초기 및 후기 II기/코트 디지에서 7개의 방사성 탄소 연대 측정 또한 이루어졌으며, 이 단계가 기원전 3천년 중반에서 후반까지, 그리고 기원전 2천년 초까지 거슬러 올라감을 보여주는 것으로 보인다.

### 간다라 왕국
간다라는 인도아리아인들의 고대 왕국으로, 서쪽 남아시아에 위치했으며, 인도의 철기 시대에 그 존재가 입증되었다. 왕국의 수도는 탁실라에 있었다. 탁실라의 첫 주요 정착지는 하티알 고분에서 기원전 1000년경에 세워졌다. 기원전 900년경에는 이 도시가 이미 지역 상업에 참여하고 있었는데, 발견된 토기 조각들이 도시와 푸슈칼라바티 간의 무역 관계를 보여준다.
이후 탁실라는 비르 마운드에 거주지가 생겼으며, 기원전 800-525년경으로 거슬러 올라가는 초기 지층에서 홈이 있는 붉은색 광택 토기가 발견되었다.

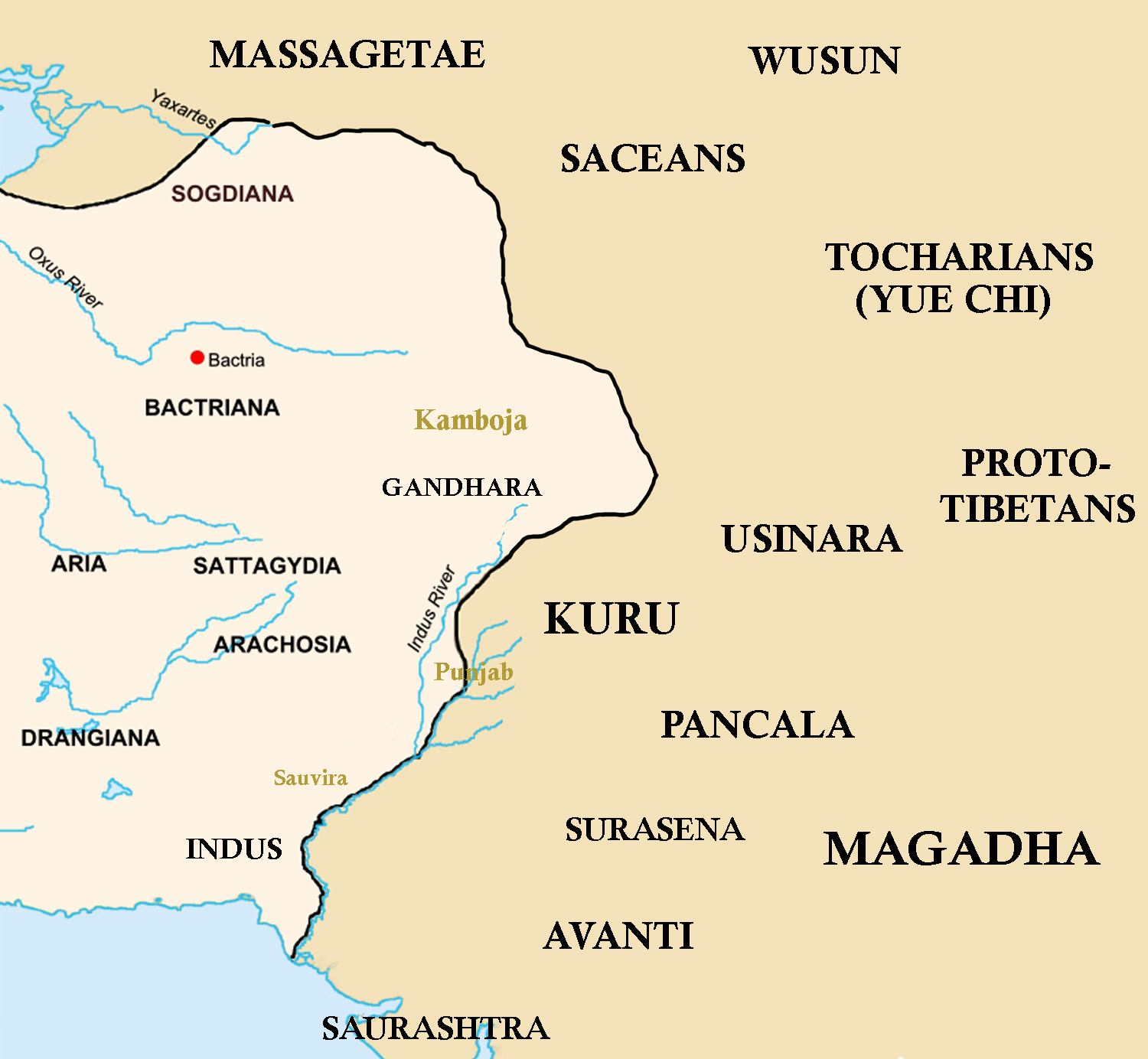
아케메네스 제국의 동쪽 경계

### 아케메네스 제국
고고학적 발굴에 따르면 이 도시는 기원전 6세기 페르시아 아케메네스 제국의 통치 기간 동안 크게 성장했을 수 있다. 기원전 516년, 다리우스 1세는 중앙아시아, 아리아나, 박트리아를 정복하는 캠페인을 시작한 후 현재의 아프가니스탄과 파키스탄 북부로 진군했다. 다리우스 황제는 기원전 516-515년 겨울을 탁실라를 둘러싼 간다라 지역에서 보냈고, 기원전 515년에 정복한 인더스강 계곡을 정복할 준비를 했다. 그 후 그는 카리안다의 스킬락스에게 인더스 강 하구에서 수에즈까지 인도양을 탐험하도록 임명했다. 다리우스는 볼란 고개를 통해 페르시아로 돌아갔다. 이 지역은 크세르크세스 1세의 통치 아래 아케메네스 제국의 종주권 하에 한 세기 이상 지속되었다.
탁실라는 때때로 간다라 왕국(수도는 푸슈칼라바티)의 일부로 통치되었는데, 특히 아케메네스 시대 이후에는 탁실라가 독립적인 구역이나 도시 국가를 형성하기도 했다.

### 헬레니즘

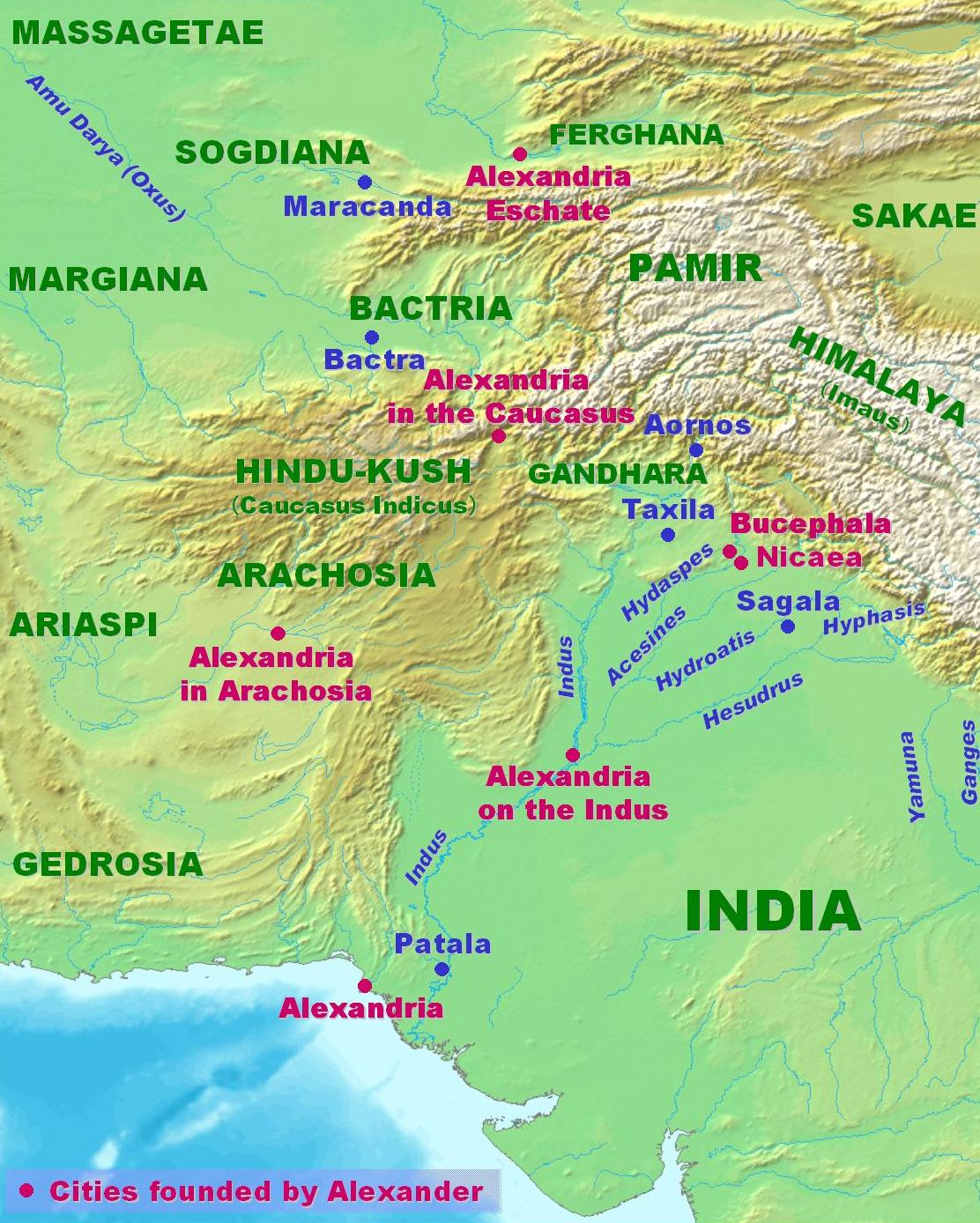
고대 인도에서 알렉산드로스 대왕의 원정 지도.

인더스 계곡 침공 동안, 알렉산드로스 대왕은 기원전 326년에 전투 없이 탁실라(고대 그리스어: Τάξιλα)를 점령할 수 있었는데, 이는 도시의 통치자인 옴피스 왕(암비)이 항복했기 때문이다. 알렉산더를 수행한 그리스 역사가들은 탁실라를 "부유하고 번성하며 잘 통치되는" 도시로 묘사했다. 아리아노스는 알렉산더가 도시 시민들에게 환영받았고, 그곳에서 희생 제물을 바치고 체조 및 기마 경기를 기념했다고 썼다.
기원전 323년 알렉산더가 죽자, 속주와 한때 아케메네스 제국의 영토의 대부분은 그의 장군 셀레우코스 1세 니카토르와 후계 왕조인 셀레우코스 제국의 창건자에게 넘어갔다.

### 마우리아 제국
기원전 303년경, 셀레우코스 제국의 남아시아 사트라프들은 셀레우코스-마우리아 전쟁 이후 확장하는 마우리아 제국에 공식적으로 합병되었고, 탁실라의 주도와 고등 교육 중심지는 찬드라굽타 마우리아의 통제 아래 놓였다. 그의 고문인 차나키야는 탁실라 대학에서 가르쳤다고 한다. 찬드라굽타의 손자인 아소카 대왕의 통치 아래, 이 도시는 불교 학문의 위대한 중심지가 되었지만, 이 시기에 소규모 반란이 일어났다.
탁실라는 "왕의 도로"를 따라 전략적인 위치에 건설되었는데, 이 도로는 비하르의 마우리아 수도 파탈리푸트라를 고대 페샤와르, 푸슈칼라바티와 연결하고, 더 나아가 카슈미르, 박트리아, 카피사를 거쳐 중앙아시아로 이어졌다. 따라서 탁실라는 수세기 동안 여러 제국이 그 통제권을 놓고 다투면서 여러 차례 주인이 바뀌었다.

### 인도-그리스, 인도-스키타이, 인도-파르티아 왕국
기원전 2세기, 탁실라는 박트리아의 인도-그리스 왕국에 합병되었다. 인도-그리스인들은 탁실라 강 건너편에 새로운 수도인 시르캅을 건설했다. 이 새로운 박트리아 그리스 통치 기간 동안, 여러 왕조 (안티알키다스 등)는 이 도시를 수도로 삼아 통치했을 가능성이 높다. 그리스 통치가 잠시 중단되었을 때, 이 도시는 자체적으로 여러 지역 무역 길드를 성공적으로 통제했으며, 이 길드들은 도시의 자치 통화 대부분을 주조하기도 했다. 기원전 1세기 또는 기원후 1세기경, 아질리세스라는 이름의 인도-스키타이 왕은 세 개의 조폐소를 가지고 있었는데, 그중 하나가 탁실라에 있었고, 그리스어와 카로슈티 문자로 앞면 전설이 있는 동전을 주조했다.
탁실라의 마지막 그리스 왕은 기원전 90년경 인도-스키타이 추장 마우에스에 의해 전복되었다. 인도-파르티아 왕국의 창시자인 곤도파레스는 기원전 20년경 탁실라를 정복하고 탁실라를 자신의 수도로 삼았다. 초기 기독교 전설에 따르면, 사도 토마는 기원후 46년경 곤도파레스 4세를 방문했는데, 당시 곤도파레스의 수도였던 탁실라에서였을 가능성이 높다.

### 쿠샨 제국
기원후 50년경, 그리스 신피타고라스 학파 철학자 티아나의 아폴로니오스가 탁실라를 방문했다고 전해진다. 그의 전기 작가인 필로스트라투스는 약 200년 후에 이 도시를 니네베와 비슷한 크기로 대칭적인 계획에 따라 건설된 요새화된 도시라고 묘사했다. 현대 고고학은 이 묘사를 확인한다. 기원후 76년으로 거슬러 올라가는 비문들은 이 도시가 쿠샨 제국의 창시자인 쿠줄라 카드피세스가 파르티아 제국으로부터 도시를 점령한 후 그때까지 쿠샨 제국의 통치 아래 들어왔음을 보여준다. 위대한 쿠샨 통치자 카니슈카는 나중에 탁실라의 고대 정착지 중 가장 최근의 정착지인 시르수크를 건설했다.

### 굽타 제국
4세기 중반, 굽타 제국은 동간다라 지역을 점령하고 탁실라에 쿠마라티아 직위를 설치했다. 이 도시는 비단, 백단향, 말, 면화, 은기, 진주, 향신료 등과의 무역으로 잘 알려졌다. 이 시기에 이 도시는 고전 인도 문학에서 문화의 중심지이자 요새화된 국경 도시로 크게 등장한다.
탁실라의 대학은 중국 순례자 법현이 기원후 400년경 탁실라를 방문했을 때도 여전히 존재했다. 그는 탁실라의 이름이 "잘린 머리"로 번역되며, 부처 생애의 한 이야기에서 "그가 한 남자에게 자신의 머리를 주었던" 장소라고 썼다.

### 쇠퇴
에프탈의 봉신국인 키다라족은 기원후 450년경 탁실라를 침공한 것으로 알려져 있다. 굽타 황제 스칸다굽타에 의해 격퇴되었지만, 도시는 회복되지 못했는데, 아마도 그 지역에 강하게 존재하던 훈족의 영향, 무역 붕괴, 그리고 페르시아, 키다라국, 서부 간다라의 훈족 간의 3자 전쟁 때문이었을 것이다.
백훈족과 알혼족은 기원후 470년경 간다라와 펀자브를 휩쓸어 탁실라의 유명한 불교 수도원과 스투파를 광범위하게 파괴하고 황폐화시켰고, 이 타격에서 도시는 결코 회복되지 못했다. 기원후 500년부터 540년까지, 도시는 미히라쿨라가 통치하는 훈족 제국의 지배 아래 놓여 황폐해졌다. 미히라쿨라는 인도 아대륙 북서부 지역에 걸쳐 불교 유적지, 수도원, 힌두 사원 일부를 파괴하는 일을 주도했다.
현장은 기원후 629년에서 645년 사이에 인도를 방문했다. 그는 기원후 630년에 황량하고 반쯤 폐허가 된 탁실라를 방문하여 대부분의 상가라마가 여전히 폐허로 남아 있음을 발견했다. 몇몇 승려만이 그곳에 남아 있었다. 그는 이 왕국이 당시 카슈미르의 속국이 되었고, 지역 지도자들이 권력을 놓고 서로 싸우고 있었다고 덧붙였다. 그는 이전에 한동안 카피사의 지배를 받았다고 언급했다. 9세기경에는 카불 샤히의 속국이 되었다. 카불의 튀르크 샤히 왕조는 힌두 샤히 왕조로 대체되었고, 이 왕조는 가즈니의 마흐무드가 트릴로찬팔라를 물리치면서 전복되었다.
알무타심 통치 기간 동안 알-우사이판의 왕은 아들 사망에도 불구하고 사제들이 회복을 위해 기도했지만 아들이 사망하자 이슬람으로 개종하고 옛 신앙을 버렸다고 알-발라두리가 전한다. 카슈미르, 물탄, 카불 사이에 위치했다고 하는 알-우사이판은 일부 저자들에 의해 탁실라 왕국과 동일시된다.

## 학문의 중심지

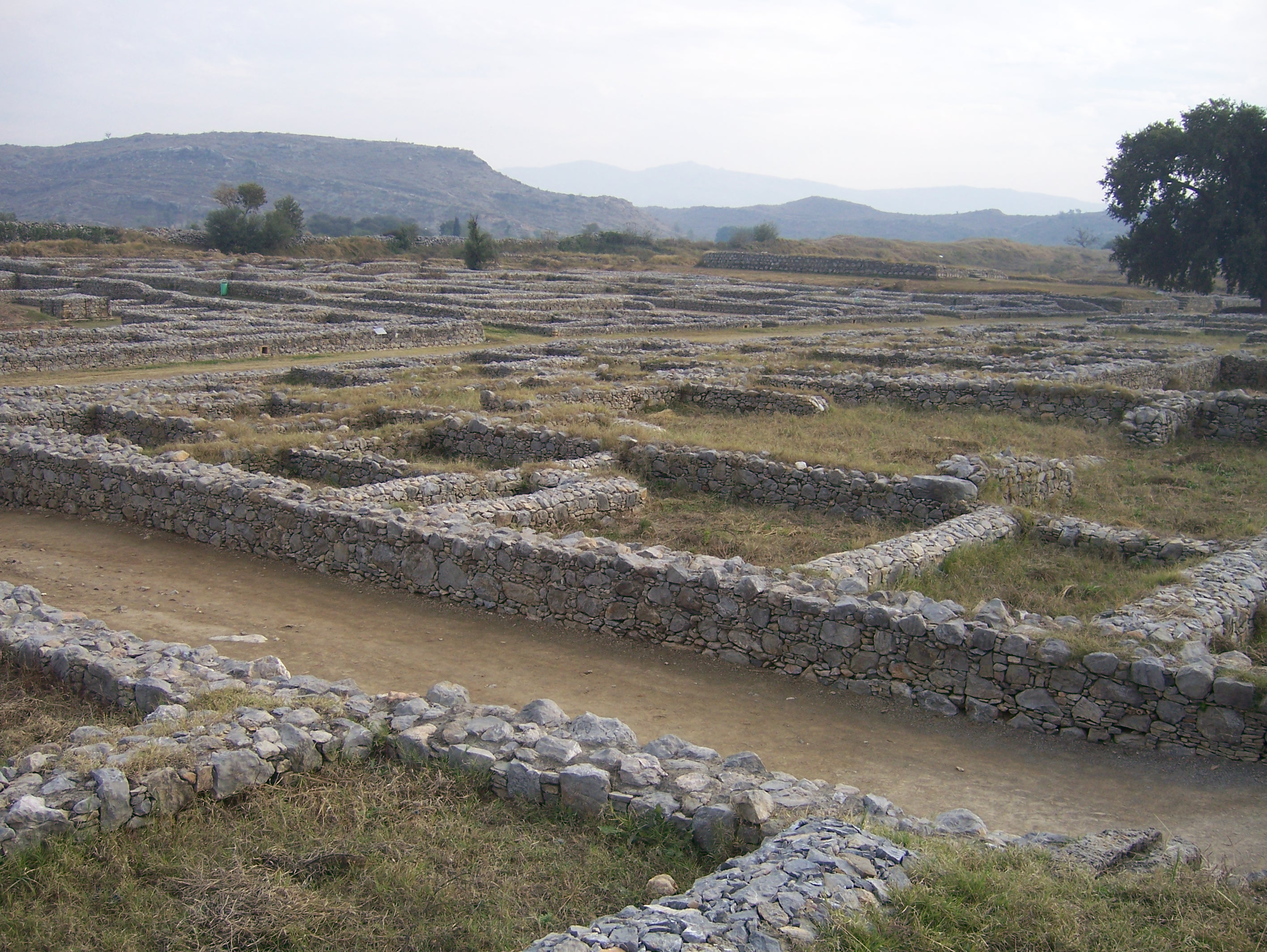
시르캅 유적의 전경.

일부 기록에 따르면 탁실라는 세계에서 가장 초기(또는 가장 이른) 대학 중 하나로 간주되었다. 이 학교는 대규모 기숙사나 강의실 없이 여러 수도원으로 구성되어 있었으며, 종교 교육은 개별적으로 제공되었다. 다른 이들은 이를 현대적 의미의 대학으로 간주하지 않는데, 그곳에 거주하던 교사들이 특정 대학의 공식적인 회원 자격을 갖지 않았을 수 있으며, 탁실라에는 목적에 맞게 지어진 강의실과 주거 시설이 존재했던 것으로 보이지 않기 때문이다. 동인도의 후기 날란다 대학교와는 대조적이다.
탁실라는 적어도 기원전 수세기부터 (역사적 베다 종교와 불교의 종교적 가르침을 포함한) 저명한 학문 중심지가 되었고, 5세기 도시가 파괴될 때까지 옛 세계 각지에서 학생들을 계속 끌어들였다. 전성기에는 탁실라가 인도의 다른 학문 중심지에 대해 일종의 "지적 종주권"을 행사했으며, 그 주된 관심사는 초등 교육이 아닌 고등 교육이었다고 제안되었다. 일반적으로 학생은 16세에 탁실라에 입학했다. 고대 및 가장 존경받는 경전과 궁술, 사냥, 코끼리 지식과 같은 기술을 포함하는 열여덟 가지 기술 또는 예술이 법률 학교, 의학 학교, 군사학 학교 외에 가르쳐졌다. 학생들은 바라나시, 코살라, 마가다와 같이 멀리 떨어진 곳에서도 그곳의 학식 있는 교사들의 우수성 때문에 길고 힘든 여정에도 불구하고 탁실라로 왔다. 이 교사들은 각자의 주제에 대한 권위자로 인정받았다. 탁샤실라 입학은 엘리트 계층 학생들에게만 제한되지 않았으며, 왕의 아들, 귀족, 상인, 재단사, 심지어 어부까지 탁샤실라에서 교육을 받았다는 몇 가지 증거가 있다.

### 저명한 학생과 교사
탁실라는 힌두 문화와 산스크리트어에 큰 영향을 미쳤다. 이곳은 아마도 찬드라굽타 마우리아를 이끌고 마우리아 제국 건국을 도운 전략가인 차나키야와의 연관성으로 가장 잘 알려져 있을 것이다. 아유르베다 치유사인 차라카도 탁실라에서 공부했다. 그는 나중에는 탁실라에서 가르치기 시작했다. 고전 산스크리트어의 규칙을 성문화한 문법학자 파니니도 탁실라 공동체의 일원이었다.
마가다 황제 빔비사라의 궁정 의사이자 한때 붓다를 치료했던 지바카와 불교를 후원했던 코살라의 통치자 프라세나지트는 팔리어 경전에 언급된 탁실라에서 공부한 중요한 인물들이다.
왕이나 지역 지도자와 같은 외부 권위는 탁실라의 학문 활동을 통제하지 않았다. 각 교사는 자신만의 기관을 설립하여 업무에 있어 완전한 자율성을 누렸고, 중앙 집중식 교육 과정에 따르지 않고 원하는 만큼 학생을 가르치고 원하는 과목을 가르쳤다. 연구는 교사가 학생의 성취 수준에 만족할 때 종료되었다. 일반적으로 한 과목의 전문화는 약 8년이 걸렸지만, 학생의 지적 능력과 헌신에 따라 기간이 길어지거나 짧아질 수 있었다. 대부분의 경우 "학교"는 교사의 개인 주택 내에 위치했으며, 때로는 학생들이 그곳의 사회적, 지적, 도덕적 분위기에 적응하지 못하면 학업을 중단하도록 권고받았다.
지식은 돈으로 거래될 수 없을 만큼 신성한 것으로 여겨졌기 때문에, 수수료를 지불해야 한다는 어떠한 규정도 강력하게 비난받았다. 재정 지원은 사회 전반과 부유한 상인, 부유한 부모로부터 나왔다. 비록 한 구루(Guru) 아래에서 공부하는 학생 수가 때로는 수백 명에 달했지만, 교사들은 학생이 가난하더라도 교육을 거부하지 않았다. 무료 숙식은 제공되었고, 학생들은 가정에서 육체노동을 해야 했다. 왕자처럼 학비를 내는 학생들은 낮에 가르침을 받았고, 학비를 내지 않는 학생들은 밤에 가르침을 받았다. 구루닥쉬나는 일반적으로 학생의 학업이 끝날 때 기대되었지만, 이는 본질적으로 단순한 존경과 감사의 표시였으며, 터번, 샌들 한 켤레, 또는 우산에 불과한 경우가 많았다. 가난한 학생이 그것조차 감당할 수 없는 경우, 왕에게 가서 도움을 요청할 수 있었고, 그러면 왕이 개입하여 무언가를 제공했다. 가난한 학생에게 구루의 닥쉬나를 제공할 수단을 제공하지 않는 것은 왕의 명예에 가장 큰 오점으로 여겨졌다.
시험은 불필요한 것으로 취급되었고, 학업을 마치는 데 필요한 요건으로 간주되지 않았다. 가르치는 과정은 비판적이고 철저했으며, 한 단위를 완전히 숙달하지 않으면 학생은 다음 단위로 넘어갈 수 없었다. 학업 완료 시 졸업식은 열리지 않았고, 서면 "학위"는 수여되지 않았다. 이는 지식이 그 자체로 보상이라고 믿었기 때문이다. 생계를 꾸리거나 이기적인 목적으로 지식을 사용하는 것은 신성모독으로 간주되었다.
탁실라에 오는 학생들은 보통 집에서 초등 교육을 마쳤고(8세까지), 아슈람에서 중등 교육을 마쳤기(8세에서 12세 사이) 때문에 주로 특정 분야에서 지식의 끝에 도달하기 위해 탁실라에 왔다.

## 유적

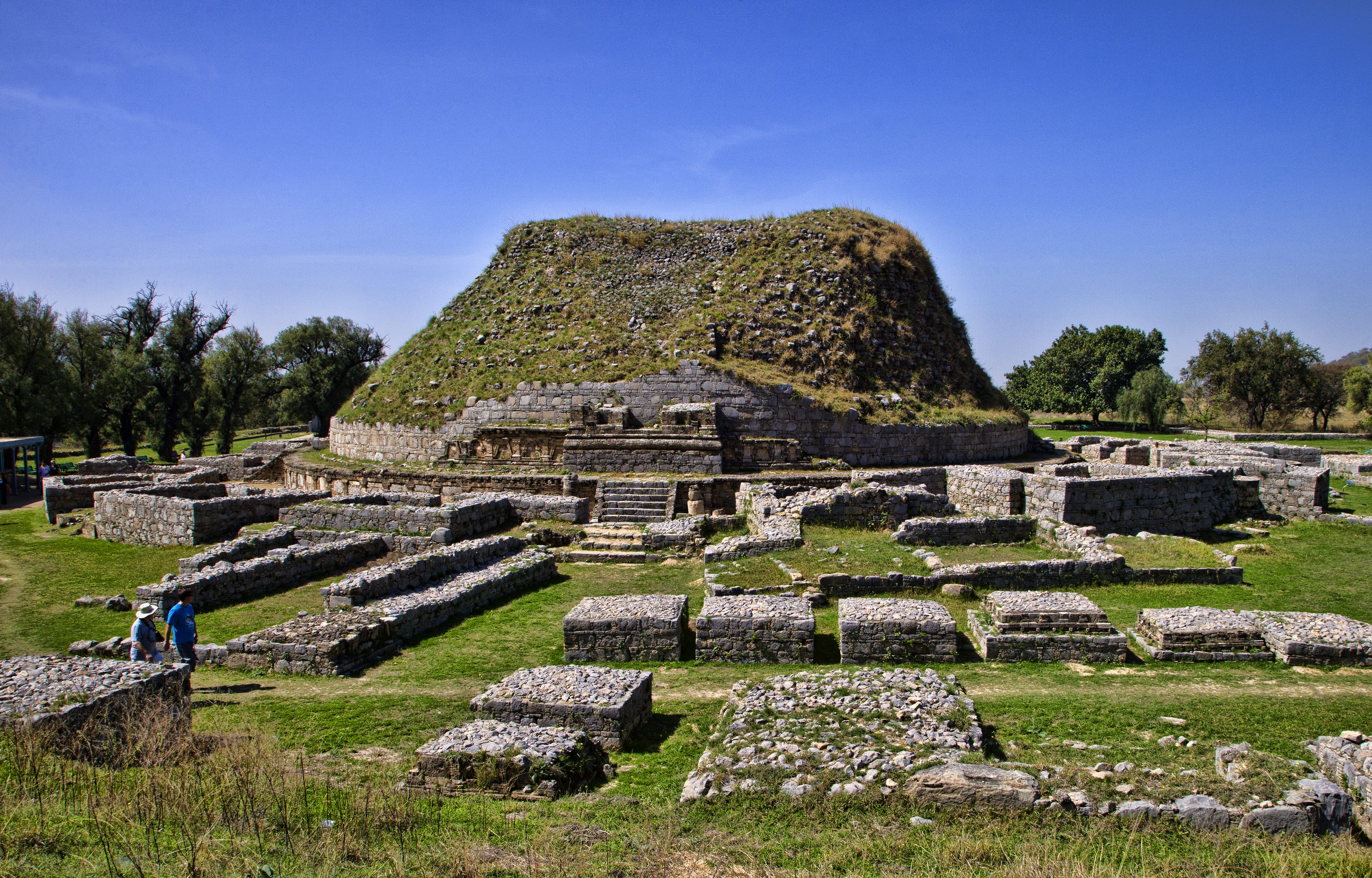
다르마라지카 스투파

고대 인도 문헌에 언급된 여러 중요한 도시 유적들은 19세기 초 학자들에 의해 확인되었다. 그러나 잃어버린 도시 탁실라는 1863-64년이 되어서야 확인되었다. 그 확인은 부분적으로 플리니우스의 박물지에 기록된 거리의 오류 때문에 어려웠는데, 그 기록은 인더스 강에서 이틀 거리에 있는 하로강 어딘가를 가리켰기 때문이다. 인도 고고학 조사국의 설립자이자 초대 국장인 알렉산더 커닝엄은 이 위치가 중국 순례자들의 여정 기록, 특히 7세기 불교 승려 현장의 기록과 일치하지 않는다는 것을 알아차렸다. 플리니우스와 달리 이 기록들은 인더스 강에서 탁실라까지의 여정이 이틀이 아닌 사흘이 걸렸다고 언급했다. 커닝엄의 1863-64년 샤흐데리 유적지에 대한 후속 탐사는 그의 가설이 옳았다는 것을 확신시켰다.
현장이 중국으로 돌아갈 때 짐을 실은 코끼리들을 대동했듯이, 탁샤실라에서 우타칸다 또는 오힌드의 인더스강까지 3일간의 여정은 필연적으로 오늘날의 여정과 같은 길이였을 것이다. 따라서 이 도시의 유적은 칼라카사라이(Kâla-ka-sarâi) 인근 어딘가에서 찾아야 한다. 이 유적지는 칼라카사라이에서 북동쪽으로 1마일 떨어진 샤데리(Shah-dheri) 근처, 요새 도시의 광대한 폐허에서 발견되었으며, 나는 그 주변에서 무려 55개의 스투파(stupa)를 발견했는데, 그중 두 개는 거대한 마니키알라 탑만큼 크고, 승원은 28개, 사원은 9개였다.— Alexander Cunningham, 

탁실라의 고고학 유적지는 라왈핀디 시에서 북서쪽으로 약 35 km (22 mi) 떨어진 현대 탁실라 근처에 위치한다. 이 유적지는 존 마셜에 의해 처음 발굴되었는데, 그는 1913년부터 20년 동안 탁실라에서 작업했다.

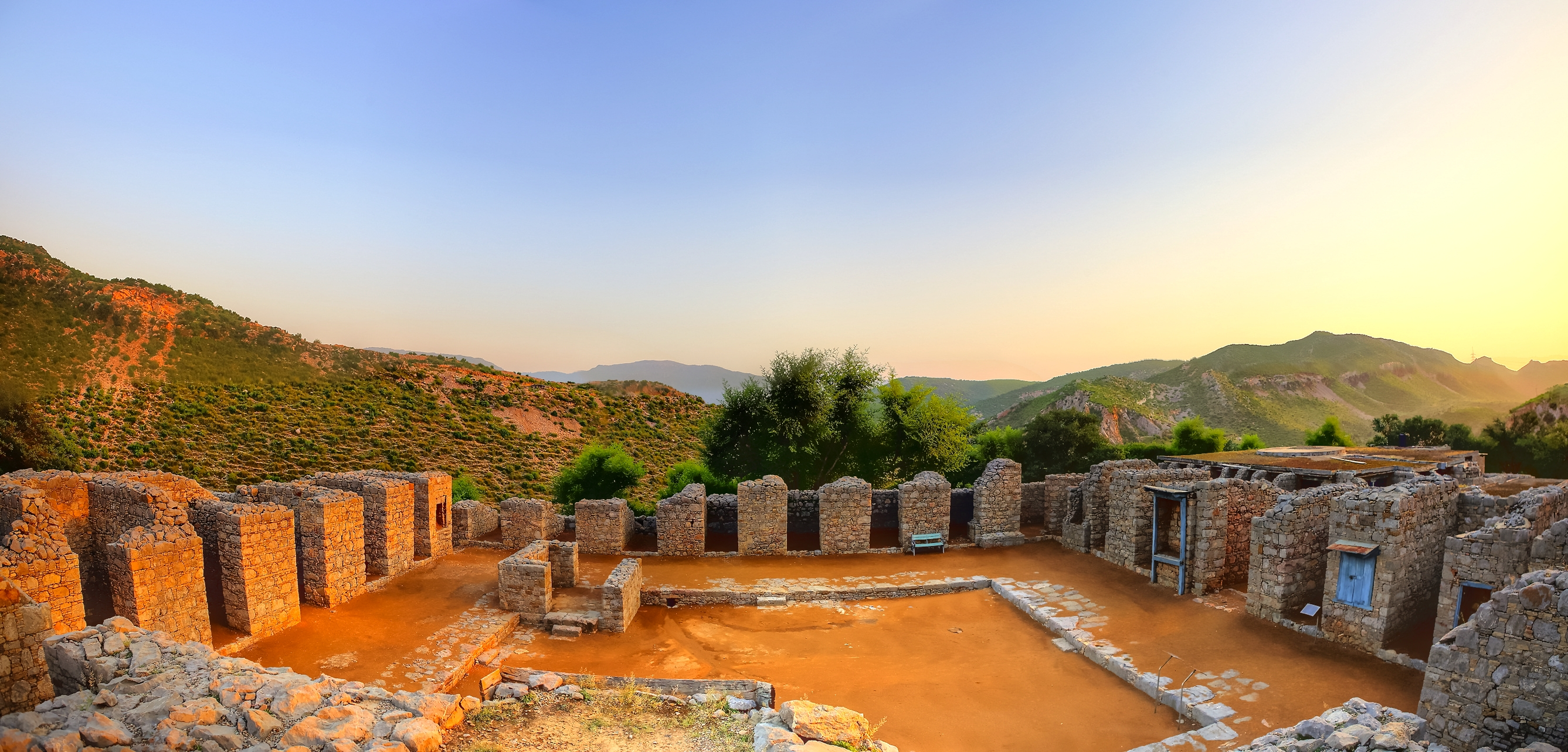
자울리안 수도원의 전경

광대한 고고학 유적지에는 기원전 3360년으로 거슬러 올라가는 신석기 시대 유적과 사라이 칼라에서 기원전 2900~2600년으로 거슬러 올라가는 초기 하라파 유적이 포함된다. 그러나 탁실라는 여러 정착지 유적으로 가장 유명한데, 가장 오래된 것은 기원전 1000년경으로 거슬러 올라간다. 또한 다르마라지카 스투파, 자울리안 수도원, 모라 무라두 수도원 등 불교 종교 기념물의 컬렉션으로도 유명하다.
탁실라의 주요 유적은 세 개의 다른 유적지에 각각 다른 시대에 속하는 네 개의 주요 도시를 포함한다. 탁실라의 가장 오래된 정착지는 하티알(Hathial) 지역에서 발견되었는데, 이곳에서 기원전 2천년 후반부터 기원전 6세기까지의 토기 조각이 출토되었다. 비르 마운드(Bhir Mound) 유적은 기원전 6세기로 거슬러 올라가며, 하티알에 인접해 있다. 시르캅(Sirkap) 유적은 기원전 2세기로 거슬러 올라가며, 기원전 326년 알렉산드로스 대왕의 지역 침공 이후 이 지역을 통치했던 그리스-박트리아 왕국의 왕들이 건설했다. 세 번째이자 가장 최근의 정착지는 시르수크(Sirsukh)로, 근처의 푸루샤푸라(현대 페샤와르)에서 통치했던 쿠샨 제국의 통치자들이 건설했다.

### 세계유산
탁실라는 1980년에 "5세기 이상에 걸친 인도 아대륙의 도시 진화 양상"을 보여주는 네 개의 정착지 유적으로 인해 유네스코 세계유산으로 지정되었다. 이 연속 유적지에는 비르, 사라이칼라, 시르캅, 시르수크의 네 정착지 외에도 해당 지역의 여러 기념물 및 기타 역사적 장소들이 포함된다. 총 18개이다.
1. 칸푸르 동굴
2. 사라이칼라, 선사 시대 고분
3. 비르 마운드
4. 시르캅 (요새 도시)
5. 시르수크 (요새화된 폐허 도시)
6. 다르마라지카 스투파와 수도원
7. 카데르 모라 (아쿠리)
8. 칼라완 건물군
9. 기리 기념물 단지
10. 쿠날라 스투파와 수도원
11. 잔디알 단지
12. 랄차크와 바달푸르 불교 스투파
13. 모라 모라두 스투파와 수도원
14. 피팔라 스투파와 수도원
15. 자울리안 스투파와 수도원
16. 랄차크 고분군
17. 발라르 스투파 주변 불교 유적
18. 기리 모스크와 무덤

2010년 보고서에서 글로벌 헤리티지 펀드는 탁실라를 전 세계적으로 돌이킬 수 없는 손실과 피해의 "위기"에 처한 12곳 중 하나로 지목하며 불충분한 관리, 개발 압력, 약탈, 전쟁 및 분쟁을 주요 위협으로 꼽았다. 2017년에는 태국이 탁실라뿐만 아니라 스와트 계곡의 불교 유적지 보존 노력에 협력할 것이라고 발표되었다. 탁실라 유물은 2017년 베사카 축제를 위해 스리랑카로 보내져 이 지역의 불교 유산을 선보이는 노력의 일환으로 활용되었다. 파키스탄 관광 개발 공사는 2017년에 탁실라 박물관과 이슬라마바드 간에 관광 버스 서비스를 시작할 것이라고 발표했다.
고대 탁실라 유적 외에도 무굴 정원의 유물과 역사적인 그랜드 트렁크 로드의 흔적도 탁실라에서 발견된다. 1857년 세포이 항쟁 중 사망한 존 니콜슨 여단장을 기리기 위해 이름 붙여진 니콜슨 오벨리스크는 라왈핀디/이슬라마바드에서 오는 여행객들을 환영하는 영국 시대 기념물이다.

## 인구 통계

### 인구
| 연도     | 인구    | ±% p.a. |
| -------- | ------- | ------- |
| 1951     | ...     | —       |
| 1961     | ...     | —       |
| 1972     | ...     | —       |
| 1981     | 38,374  | —       |
| 1998     | 71,882  | +3.76%  |
| 2017     | 121,952 | +2.82%  |
| 2023     | 136,900 | +1.95%  |
| Sources: |         |         |

2023년 인구조사에 따르면, 탁실라의 인구는 136,900명이다.

## 지리
탁실라는 파키스탄 수도 이슬라마바드에서 북서쪽으로 32 km (20 mi) 떨어진 곳에 위치한다. 이 도시는 해수면에서 약 549 미터 (1,801 ft) 고도에 있다.

### 기후
탁실라는 온난 습윤 기후 (쾨펜: Cwa)의 특징을 보인다.
| 탁실라의 기후                          | 탁실라의 기후 | 탁실라의 기후 | 탁실라의 기후 | 탁실라의 기후 | 탁실라의 기후 | 탁실라의 기후 | 탁실라의 기후 | 탁실라의 기후 | 탁실라의 기후 | 탁실라의 기후 | 탁실라의 기후 | 탁실라의 기후 | 탁실라의 기후 |
| 월                                     | 1월           | 2월           | 3월           | 4월           | 5월           | 6월           | 7월           | 8월           | 9월           | 10월          | 11월          | 12월          | 연간          |
| -------------------------------------- | ------------- | ------------- | ------------- | ------------- | ------------- | ------------- | ------------- | ------------- | ------------- | ------------- | ------------- | ------------- | ------------- |
| 일평균 최고 기온 °C (°F)               | 17 (63)       | 19.5 (67.1)   | 24.2 (75.6)   | 29.9 (85.8)   | 35.4 (95.7)   | 39.5 (103.1)  | 35.8 (96.4)   | 33.7 (92.7)   | 33.6 (92.5)   | 30.9 (87.6)   | 25 (77)       | 19.3 (66.7)   | 28.7 (83.6)   |
| 일일 평균 기온 °C (°F)                 | 9.8 (49.6)    | 12.5 (54.5)   | 17.3 (63.1)   | 22.6 (72.7)   | 27.6 (81.7)   | 32 (90)       | 30.3 (86.5)   | 28.6 (83.5)   | 27.6 (81.7)   | 22.7 (72.9)   | 16.2 (61.2)   | 11.3 (52.3)   | 21.5 (70.8)   |
| 일평균 최저 기온 °C (°F)               | 2.7 (36.9)    | 5.5 (41.9)    | 10.4 (50.7)   | 15.3 (59.5)   | 19.9 (67.8)   | 24.5 (76.1)   | 24.8 (76.6)   | 23.6 (74.5)   | 21.6 (70.9)   | 14.5 (58.1)   | 7.5 (45.5)    | 3.3 (37.9)    | 14.5 (58.0)   |
| 평균 강수량 mm (인치)                  | 58 (2.3)      | 56 (2.2)      | 68 (2.7)      | 44 (1.7)      | 38 (1.5)      | 37 (1.5)      | 237 (9.3)     | 236 (9.3)     | 92 (3.6)      | 23 (0.9)      | 16 (0.6)      | 36 (1.4)      | 941 (37)      |
| 출처: Climate-Data.org, altitude: 497m |               |               |               |               |               |               |               |               |               |               |               |               |               |

## 경제

### 관광

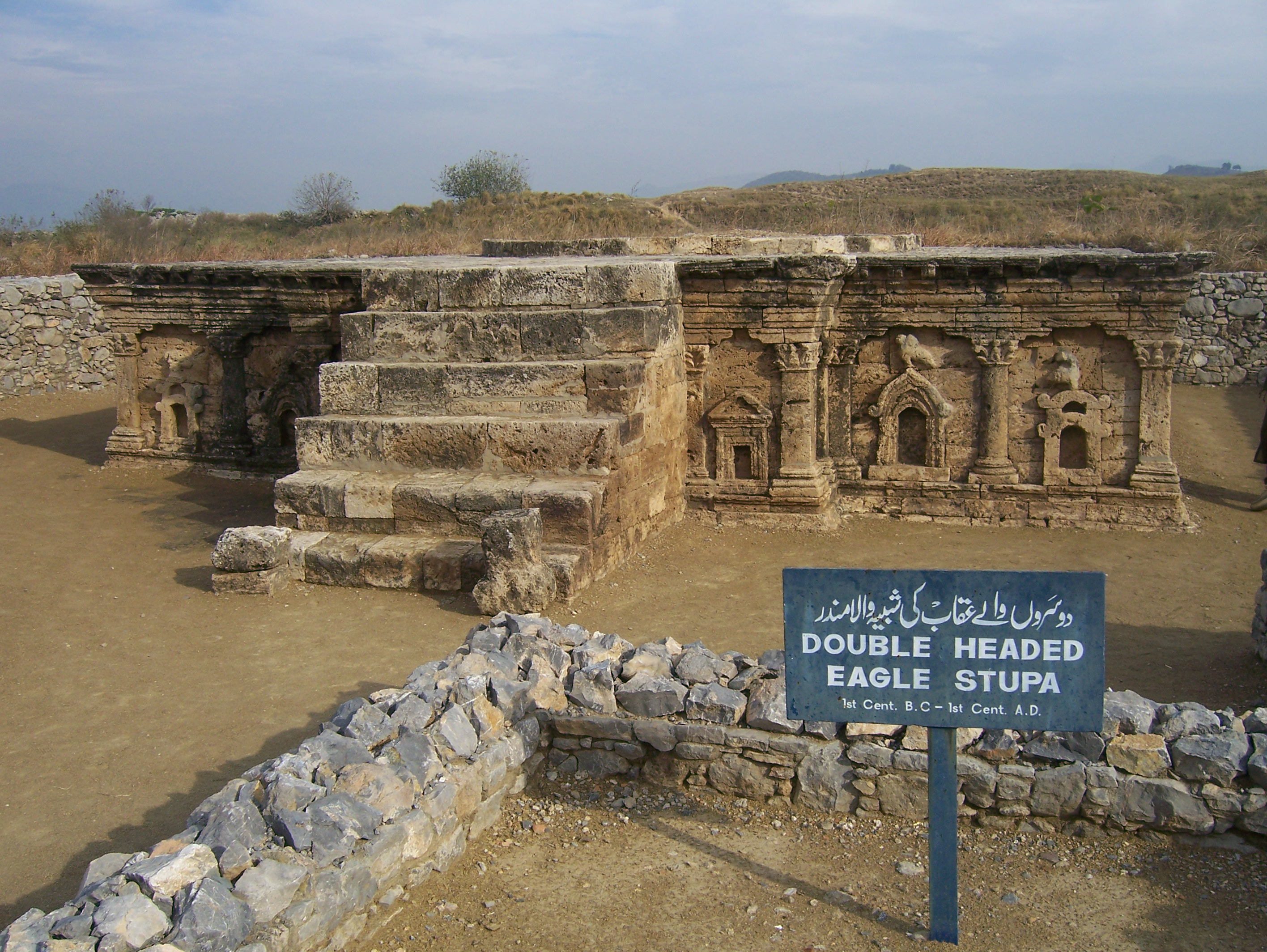
탁실라의 유적은 유네스코 세계유산이며, 기원전 1000년경까지 거슬러 올라가고 주요 관광 명소이다.

탁실라는 파키스탄 북부에서 가장 중요한 관광지 중 하나이며, 탁실라 발굴 유물 다수를 소장하고 있는 탁실라 박물관이 있다. 2007년 파키스탄에서 이슬람주의 반란이 시작된 이후 외국인 방문객 수가 급격히 감소했지만, 2014년 파키스탄 육군이 급진 이슬람 무장 세력에 대항하여 시작한 자르베-아즈브 작전 이후 지역 치안 상황이 크게 개선되면서 2017년경부터 방문객 수가 눈에 띄게 증가하기 시작했다.
2017년 파키스탄 정부는 탁실라를 불교 순례지로 개발할 의사를 발표했다. 이러한 노력의 일환으로, 이 지역의 불교 유산에 대한 전시회를 태국에서 개최할 것이며, 태국 정부가 유적지 보존 노력에 협력할 것이라고 발표했다. 탁실라의 유물은 2017년 베사카 휴일을 위해 스리랑카로 보내져 이 지역의 불교 유산을 선보이는 노력의 일환으로 활용되었다. 파키스탄 관광 개발 공사는 2017년에 탁실라 박물관과 이슬라마바드 간에 관광 버스 서비스를 시작할 것이라고 발표했다.
고대 탁실라의 유적 외에도, 무굴 정원의 유물과 역사적인 그랜드 트렁크 로드의 흔적도 탁실라에서 발견된다. 1857년 세포이 항쟁 중 사망한 존 니콜슨 여단장을 기리기 위해 이름 붙여진 니콜슨 오벨리스크는 라왈핀디/이슬라마바드에서 오는 여행객들을 환영하는 영국 시대 기념물이다.

### 산업
탁실라에는 파키스탄의 주요 군사, 군수 계약자, 공학 컨설턴트 대기업인 헤비 인더스트리 탁실라가 있다. 이 도시의 경제는 또한 인근 와 칸트의 대규모 파키스탄 군수공장과 밀접하게 연결되어 있으며, 이곳에는 27,000명의 직원이 고용되어 있다. 가내 및 가정 산업에는 석기, 도자기 및 신발이 포함된다. 헤비 메카니컬 콤플렉스도 탁실라 시에 위치해 있다.

## 교통

### 철도
탁실라는 탁실라 주둔지 분기점 철도역에서 운행된다. 탁실라 분기점은 카라치-페샤와르 철도 노선이 운행되며, 탁실라를 하벨리안 철도역과 연결하는 쿤제랍 철도의 남쪽 종착역이다. 철도의 계획된 연장은 궁극적으로 중국-파키스탄 경제 회랑의 일부로 탁실라를 카슈가르시에 있는 중국의 남부 신장 철도와 연결할 것이다.

### 도로

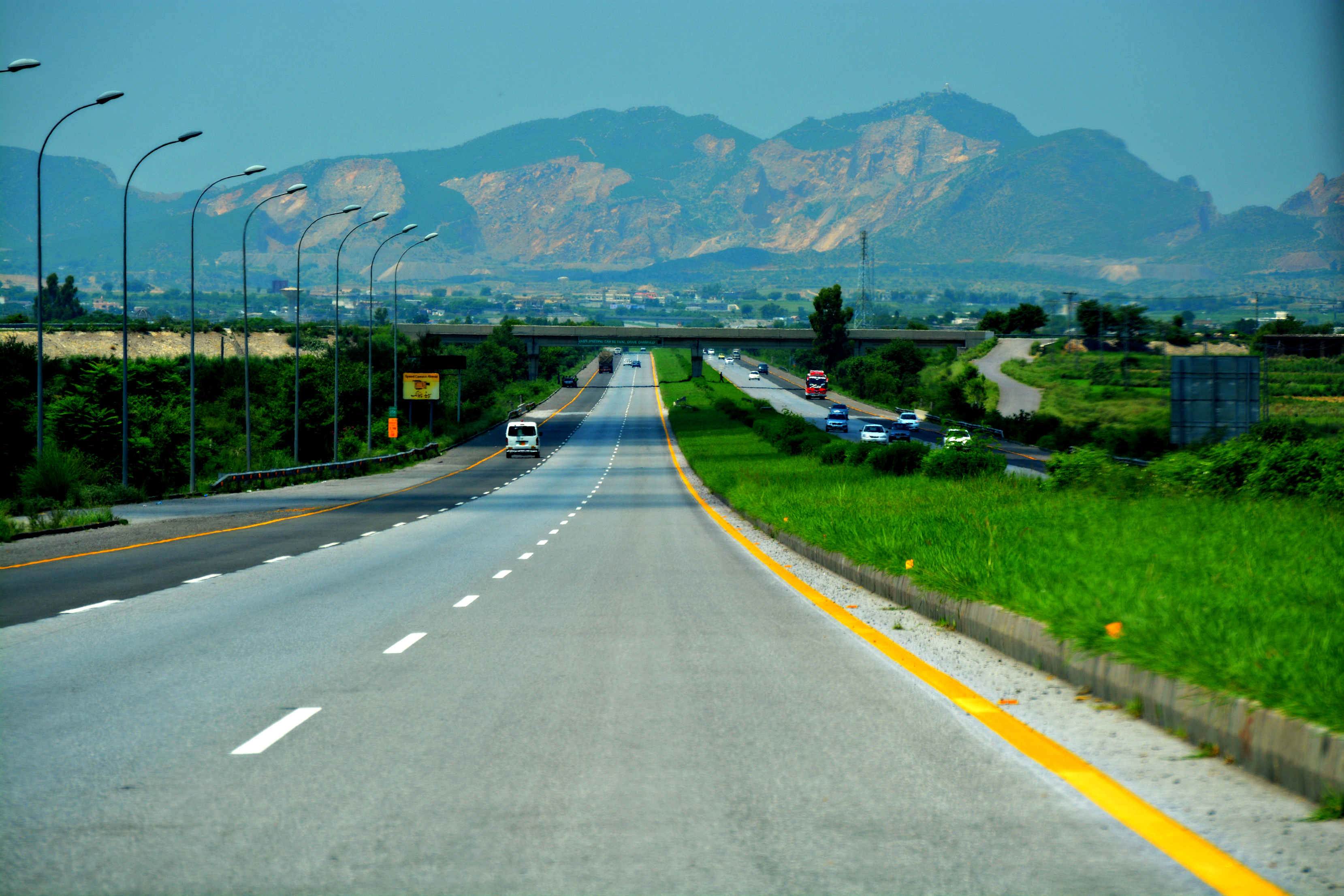
탁실라 근처에 있는 M-1 고속도로는 도시를 이슬라마바드 및 페샤와르와 연결한다.

고대 그랜드 트렁크 로드는 N-5 국도로 지정되어 도시를 아프가니스탄 국경과 펀자브 북부와 연결한다. 카라코람 하이웨이의 남쪽 종착역은 인근의 하산 아브달에 있으며, 탁실라를 훈자 계곡 근처 중국 국경과 연결한다.
이 도시는 M-1 고속도로를 통해 페샤와르 및 이슬라마바드와 연결되어 있으며, 이는 다시 M-2 고속도로를 통해 라호르로, M-4 고속도로를 통해 파이살라바드로 더 넓은 고속도로 접근을 제공한다.

### 항공
탁실라에서 가장 가까운 공항은 36.5km 떨어진 이슬라마바드 국제공항이다. 페샤와르의 바샤 칸 국제공항은 155km 떨어져 있다.

## 교육

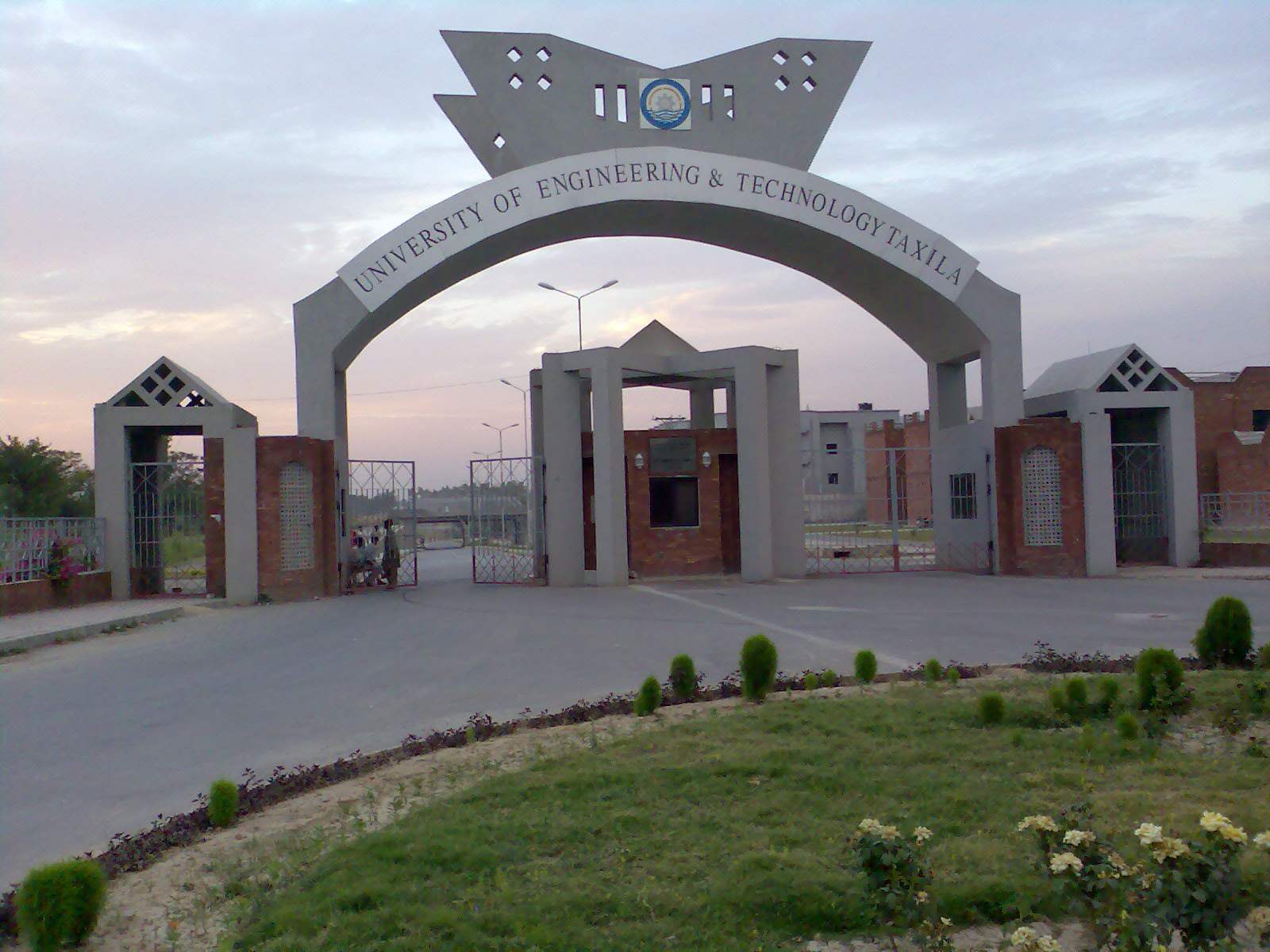
탁실라 공과대학교는 라호르 공과대학교의 지역 분교이다.

탁실라에는 CIIT 와 캠퍼스와 HITEC 대학교를 포함한 많은 중등 교육 기관이 있다. 탁실라 공과대학교는 1975년에 라호르 공과대학교의 캠퍼스로 설립되었으며, 공학 분야에서 학사, 석사, 박사 학위를 제공한다.

## 고대 유적
탁실라 유적은 각각 다른 시대에 속하는 네 개의 주요 도시를 포함하며, 세 개의 다른 유적지에 있다. 탁실라의 가장 오래된 정착지는 하티알 지역에서 발견되었는데, 이곳에서 기원전 2천년 후반부터 기원전 6세기까지의 토기 조각이 출토되었다. 비르 마운드 유적은 기원전 6세기로 거슬러 올라가며, 하티알에 인접해 있다. 시르캅 유적은 기원전 2세기로 거슬러 올라가며, 기원전 326년 알렉산드로스 대왕의 지역 침공 이후 이 지역을 통치했던 그리스-박트리아 왕국의 왕들이 건설했다. 세 번째이자 가장 최근의 정착지는 시르수크로, 근처의 푸루샤푸라(현대 페샤와르)에서 통치했던 쿠샨 제국의 통치자들이 건설했다.

## 문화
현대 탁실라는 비교적 부유한 도시 환경과 가난한 시골 환경이 혼합되어 있다. 도시 주거 지역은 일반적으로 중공업 단지 및 중공업, 교육 기관 및 병원 직원들이 거주하는 계획된 주택 단지 형태로 되어 있다.

### 박물관
탁실라 박물관은 파키스탄에서 1세기부터 7세기까지의 석조 불상(일명 간다라 미술) 중 가장 중요하고 포괄적인 컬렉션 중 하나를 소장하고 있다. 컬렉션의 핵심은 탁실라 계곡의 발굴지, 특히 존 마셜 경의 발굴지에서 나온 것이다. 다른 유물들은 간다라의 다른 발굴지에서, 람 다스 컬렉션과 같은 기부품에서, 또는 경찰 및 세관 당국에 의해 압수된 물품에서 유래한다.

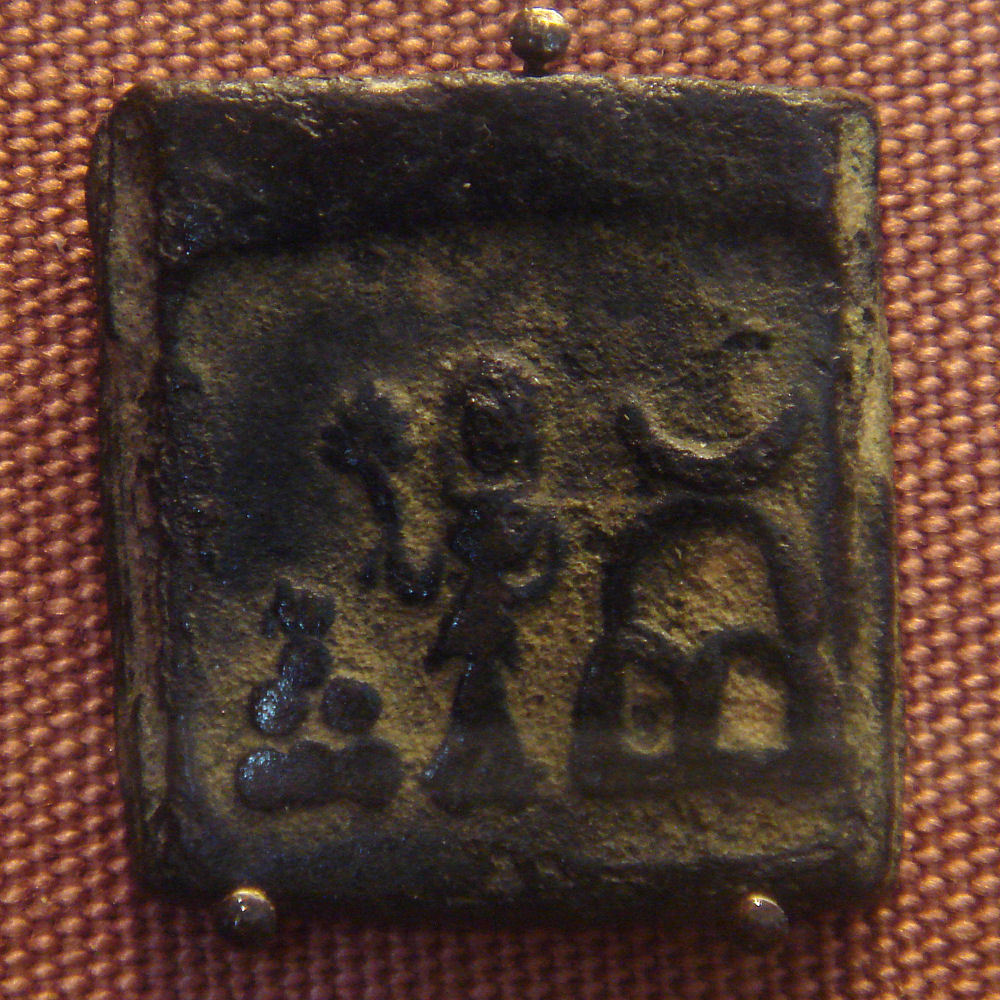
기원전 2세기 탁실라 동전.
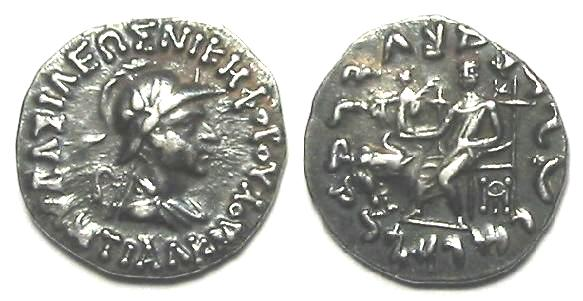
헬리오도로스 기둥 명문에 따르면 인도-그리스 왕 안티알키다스는 기원전 100년경 탁실라를 통치했다.
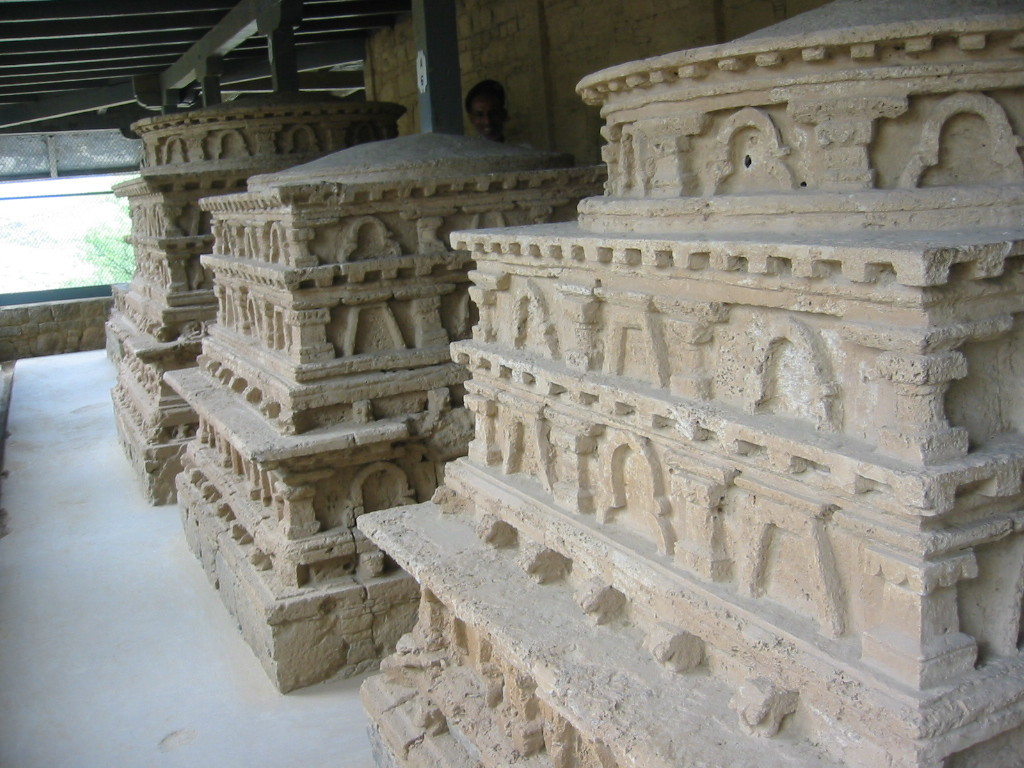
탁실라의 세계유산 자울리안.
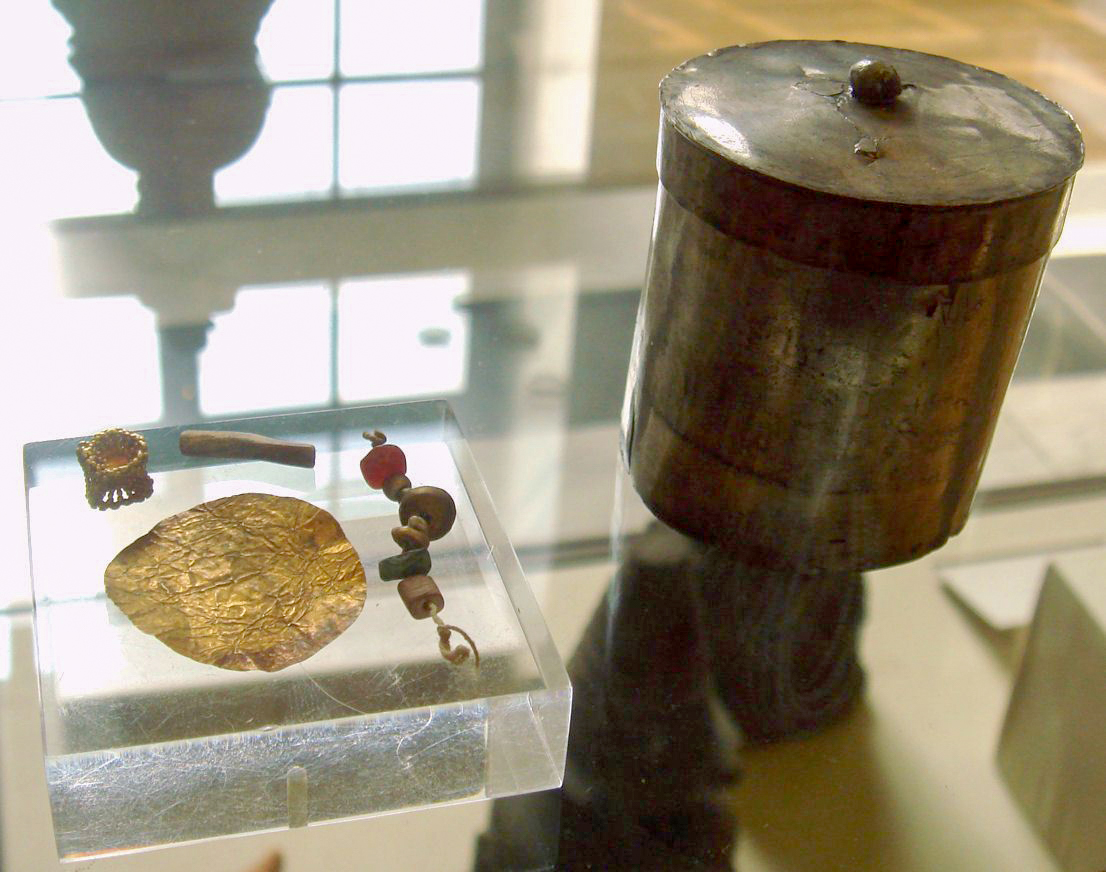
자울리안 은 불교 사리함과 내용물. 대영박물관.
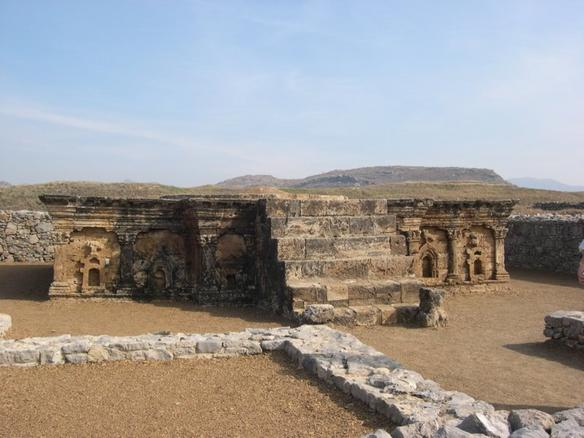
힌두교, 불교, 그리스 사원 전면으로 장식된 시르캅의 스투파 기단.
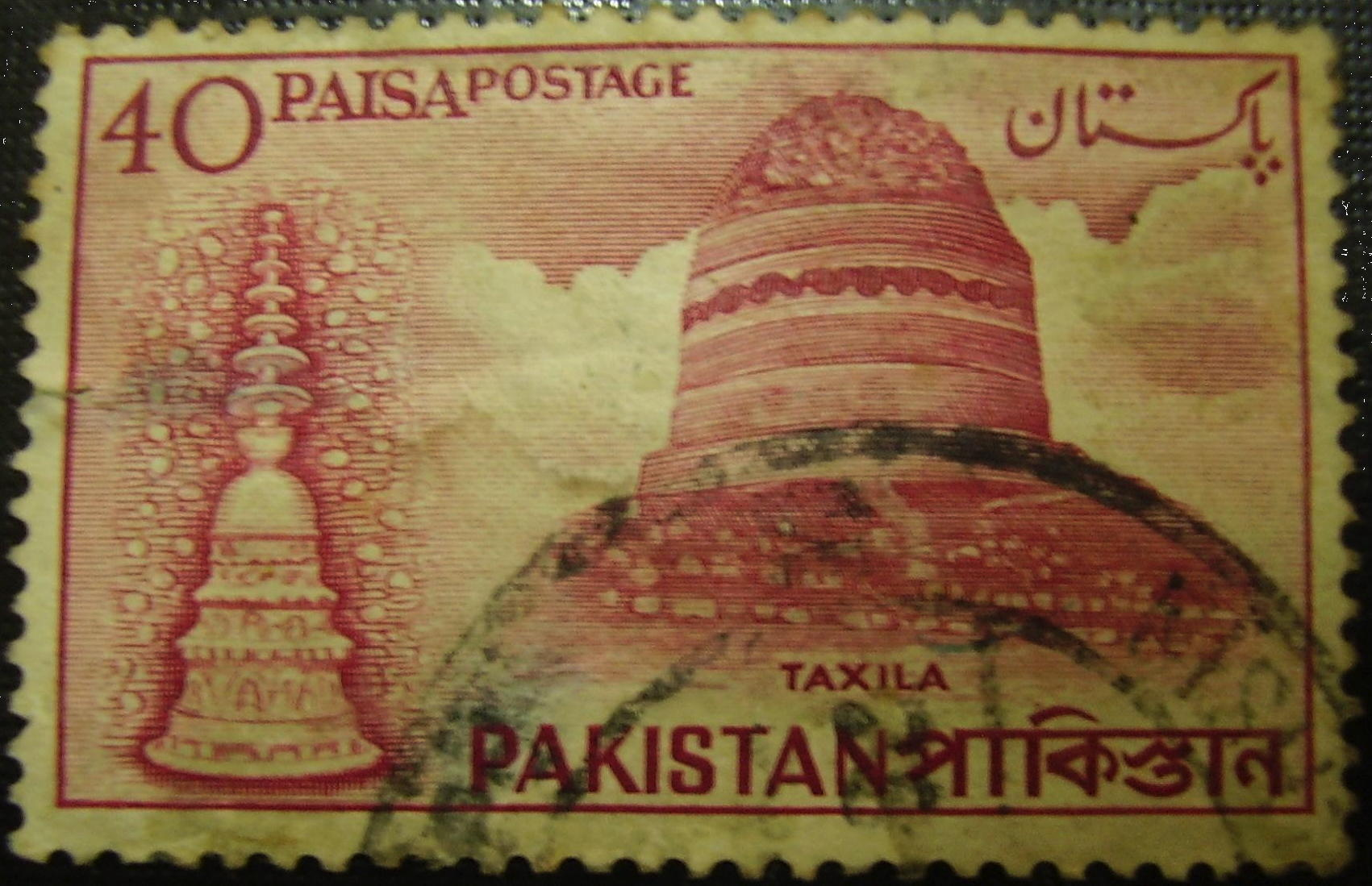
탁실라의 스투파.
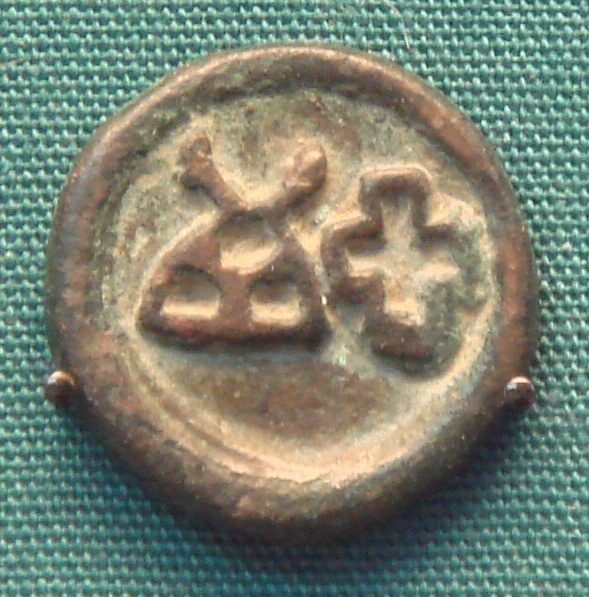
탁실라 동전, 기원전 200-100년. 대영박물관.

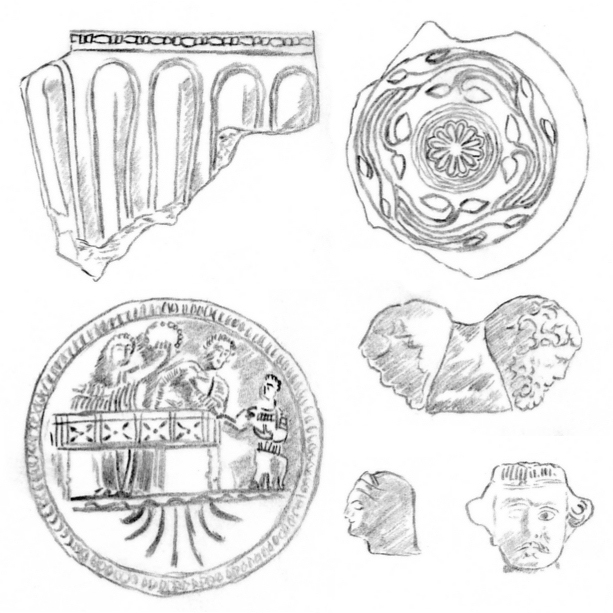
인도-그리스 왕국 시대 탁실라에서 발견된 고고학 유물 (존 마셜 "탁실라, 고고학 발굴"). 위에서부터 왼쪽:
- 홈이 있는 컵 (비르 마운드, 1층)
- 장미 문양과 장식 스크롤이 있는 컵 (비르 마운드, 1층)
- 소파에 앉은 인물이 서 있는 여인에게 왕관을 씌우고 시중을 받는 석회 팔레트 (시르캅, 5층)
- 철학자의 이중 묘사가 있는 손잡이 (시르캅, 5층)
- 미소를 짓는 여인 (시르캅, 5층)
- 콧수염이 있는 남자 (시르캅, 5층)

## 갤러리

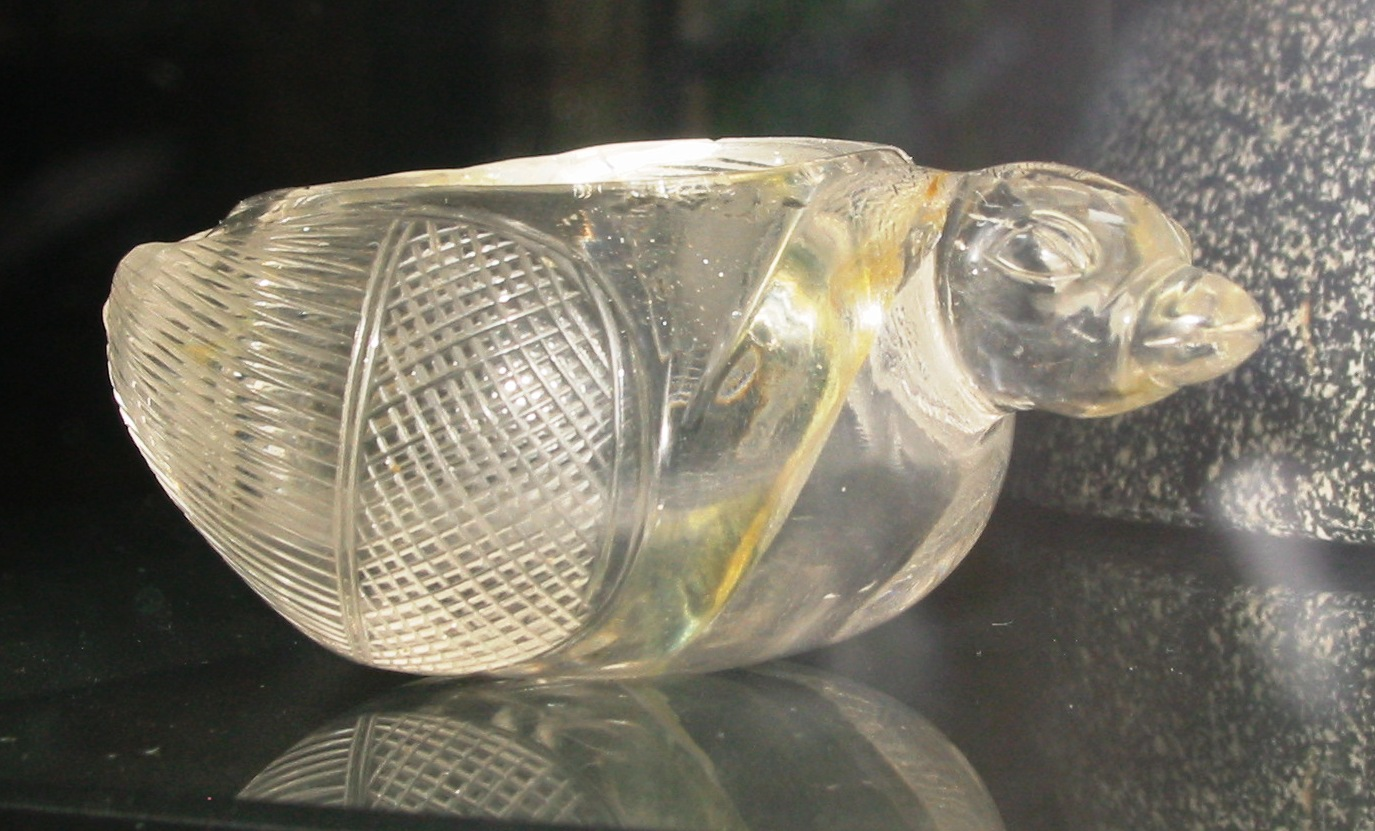
1세기경 대영박물관에 소장된 수정 거위 모양 사리함.
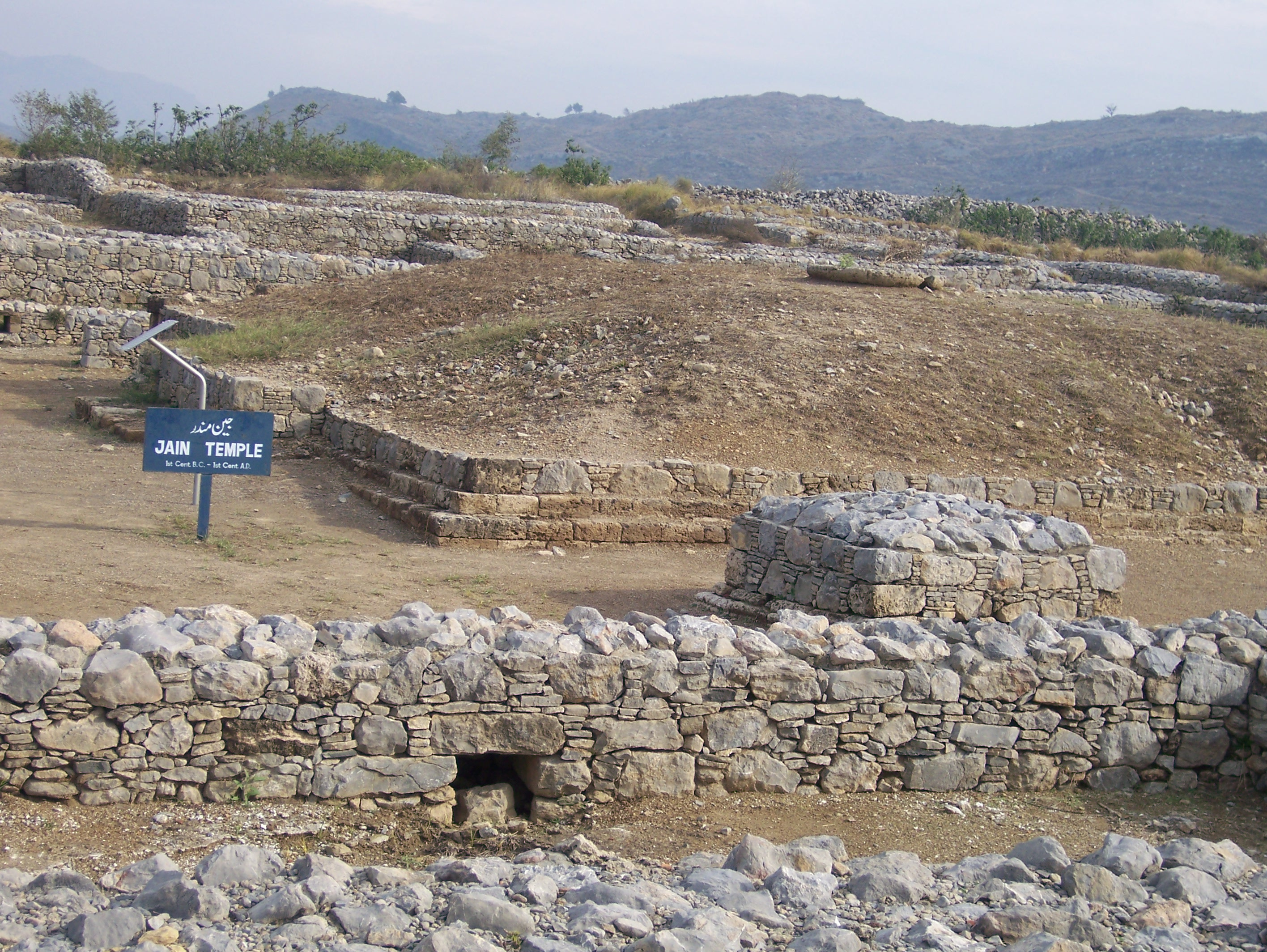
시르캅의 자이나 사원

## 같이 보기
- 탁실라 (사트라피)
- 하라파
- 훈드

### 참조주
1. ↑  Citypopulation.de Population of Taxila including Taxila Cantonment
2. ↑  Raymond Allchin, Bridget Allchin, The Rise of Civilization in India and Pakistan. Cambridge University Press, 1982 p.127 ISBN 052128550X
3. 1 2  Centre, UNESCO World Heritage. “Taxila”. 《whc.unesco.org》.
4. ↑  UNESCO World Heritage Site, 1980.  Taxila: Multiple Locations.  Retrieved 13 January 2007.
5. ↑  Needham, Joseph (2004). 《Within the Four Seas: The Dialogue of East and West》. Routledge. ISBN 978-0-415-36166-8.
6. ↑  Kulke & Rothermund 2004:
"In the early centuries the centre of Buddhist scholarship was the University of Taxila."
7. ↑  Balakrishnan Muniapan, Junaid M. Shaikh (2007), "Lessons in corporate governance from Kautilya's 아르타샤스트라 in ancient India", World Review of Entrepreneurship, Management and Sustainable Development 3 (1):
"Kautilya was also a 교수 of Politics and Economics at Taxila University. Taxila University is one of the oldest known universities in the world and it was the chief learning centre in ancient India."
8. ↑  Mookerji 1989, 478쪽:
"Thus the various centres of learning in different parts of the country became affiliated, as it were, to the educational centre, or the central university, of Taxila which exercised a kind of intellectual 종주권ty over the wide world of letters in India."
9. ↑  Mookerji 1989, 479쪽:
"This shows that Taxila was a seat not of elementary, but higher, education, of colleges or a university as distinguished from schools."
10. 1 2  “Global Heritage in the Peril: Sites on the Verge”. 《Global Heritage Fund》. 2012년 8월 20일에 원본 문서에서 보존된 문서.
11. 1 2  Raheela Nazir (2018년 5월 12일). “Feature: Pakistan in efforts to rejuvenate Taxila, one of most important archaeological sites in Asia”. 《XINHUANET.com》. 2018년 5월 11일에 원본 문서에서 보존된 문서. 2018년 10월 15일에 확인함.
12. ↑  “Taxila: an illustration of fascinating influences of multiple civilisations”. 《Daily Times》. 2018년 5월 13일.
13. ↑  Rapson, E. J. (1914). 《Ancient India》. 157쪽.
14. 1 2 3 4 5 6  “Taxila, ancient city, Pakistan”. 《Encyclopædia Britannica》 (영어). 2017년 5월 16일에 확인함.
15. ↑  Lahiri, Nayanjot (2015). 〈Chapter 3〉. 《Ashoka in Ancient India》 (영어). Harvard University Press. ISBN 9780674915251.
16. ↑  J. W. McCrindle, The Invasion of India by Alexander the Great as Described by Arrian, Q. Curtius, Diodorus, Plutarch and Justin, Westminster, Constable, 1893, pp.343–344.
17. ↑  Saifur Rahman Dar. 《Antiquity, Meaning and Origin of the Name Takshashila or Taxila》. 《The Panjab Past and Present》 11. 11쪽.
18. ↑  Raychaudhuri, Hem Chandra (1923), 《Political history of ancient India, from the accession of Parikshit to the extinction of the Gupta dynasty》, Calcutta, Univ. of Calcutta, 17–18, 25–26쪽
19. ↑  Scharfe 2002a, 140–141쪽.
20. ↑  Davis 2014, 38쪽.
21. ↑  Kosambi 1975, 126쪽.
22. 1 2 3 4 5  Marshall 2013, 10쪽.
23. ↑  Scharfe 2002b, 142쪽.
24. ↑  Malalasekera 1937, Telapatta Jātaka (No.96):
"The Bodhisatta was once the youngest of one hundred sons of the king of Benares. He heard from the Pacceka Buddhas, who took their meals in the palace, that he would become king of Takkasilā if he could reach it without falling a prey to the ogresses who waylaid travellers in the forest. Thereupon, he set out with five of his brothers who wished to accompany him. On the way through the forest the five in succession succumbed to the charms of the ogresses, and were devoured. One ogress followed the Bodhisatta right up to the gates of Takkasilā, where the king took her into the palace, paying no heed to the Bodhisatta's warning. The king succumbed to her wiles, and, during the night, the king and all the inhabitants of the palace were eaten by the ogress and her companions. The people, realising the sagacity and strength of will of the Bodhisatta, made him their king."
25. ↑  Appleton 2016, 23, 82쪽.
26. ↑  www.wisdomlib.org (2017년 9월 22일). “Part 3: Decision to go to war”. 《www.wisdomlib.org》 (영어). 2025년 2월 6일에 확인함.
27. ↑  www.wisdomlib.org (2017년 9월 20일). “Part 7: The fast-breaking of Ṛṣabha”. 《www.wisdomlib.org》 (영어). 2025년 2월 6일에 확인함.
28. ↑  Jinaprabhasuri, Acharya. “Vividha Tirtha Kalpa”.
29. 1 2  Jaina Trust, Anandji Kalyanji Pedhi. “Jaina Tirtha Sarva Sangraha”.
30. ↑  Jaina Trust, Anandji Kalyanji Pedhi. “Jaina Tirtha Sarva Sangraha”.
31. ↑  Prabhachandrasuri, Acharya. “Prabhavaka Charitra (in Hindi)”.
32. ↑  Prabhachandrasuri, Acharya. “Prabhavaka Charitra (in Gujarati)”.
33. ↑  Dhaneswarasuri, Acharya. “Shatrunjaya Mahatmya”.
34. 1 2  “Taxila – Once a Great Centre Of Buddhist Civilization | Tourism Department Punjab”. 《tourism.punjab.gov.pk》. 2022년 11월 4일에 원본 문서에서 보존된 문서. 2022년 11월 4일에 확인함.
35. 1 2 3  Allchin & Allchin 1988, 127쪽.
36. 1 2  Petrie, Cameron, (2013). "Taxila", in D. K. Chakrabarti and M. Lal (eds.), History of Ancient India III: The Texts, and Political History and Administration till c. 200 BC, Vivekananda International Foundation, Aryan Books International, Delhi, p. 654.
37. ↑  Allchin & Allchin 1988, 314쪽: "The first city of Taxila at Hathial goes back at least to c. 1000 B.C."
38. ↑  Scharfe 2002a, 141쪽.
39. ↑  Mohan Pant, Shūji Funo, Stupa and Swastika: Historical Urban Planning Principles in Nepal's Kathmandu Valley. NUS Press, 2007 ISBN 9971693720, citing Allchin: 1980
40. ↑  Petrie, Cameron, (2013). "Taxila", in D. K. Chakrabarti and M. Lal (eds.), History of Ancient India III: The Texts, and Political History and Administration till c. 200 BC, Vivekananda International Foundation, Aryan Books International, Delhi, p. 656.
41. ↑  “Darius the Great - 8. Travels - Livius”. 《www.livius.org》. 2013년 9월 23일에 원본 문서에서 보존된 문서. 2025년 7월 15일에 확인함.
42. 1 2 3  Marshall 1951, 83쪽.
43. ↑  Samad, Rafi U (2011). 《The Grandeur of Gandhara: The Ancient Buddhist Civilization of the Swat, Peshawar, Kabul and Indus Valleys》. Algora. ISBN 9780875868592.
44. ↑  Marshall 1951, 16–17, 30, 71쪽.
45. ↑  Stephanus of Byzantium, Ethnica, § T602.8
46. ↑  Arrian, Anabasis of Alexander, § 5.8
47. ↑  Mookerji 1988, 31쪽.
48. ↑  Mookerji 1988, 22, 54쪽.
49. ↑  Thapar 1997, 52쪽.
50. ↑  Thapar 1997, 237쪽.
51. ↑  Kulke & Rothermund 2004, 75쪽.
52. ↑  Marshall 1951, 84쪽.
53. ↑  Marshall 1951, 85쪽.
54. ↑  Medlycott 1905, Chapter: The Apostle and Gondophares the Indian King.
55. ↑  Marshall 2013, 28–30, 69, 88–89쪽.
56. ↑  Kulke & Rothermund 2004, 80쪽.
57. ↑  Kumar, Sanjeev (2017). 《Treasures of the Gupta Empire - A Catalogue of Coins of the Gupta Dynasty》.
58. ↑  Ancient India by Ramesh Chandra Majumdar
59. 1 2  Needham 2005, 135쪽.
60. ↑  A Record of Buddhistic Kingdoms, Being an Account by the Chinese Monk Fa-Hsien of his Travels in India and Ceylon in Search of the Buddhist Books of Discipline, Chapter 11
61. ↑  Marshall 1951, 86쪽.
62. ↑  Li Rongxi (1996), The Great Tang Dynasty Record of the Western Regions, Bukkyo Dendo Kyokai and Numata Center for Buddhist Translation and Research, Berkeley, pp. 97–100
63. ↑  Singh, Upinder (2017). 《Political Violence in Ancient India》 (영어). Harvard University Press. 241쪽. ISBN 978-0-674-97527-9.
64. ↑  《A Guide to Taxila》. Cambridge University Press. 2013년 6월 20일. 39, 46쪽. ISBN 9781107615441.
65. ↑  Elizabeth Errington; Vesta Sarkhosh Curtis (2007). 《Persepolis to the Punjab: Exploring Ancient Iran, Afghanistan and Pakistan》. British Museum Press. 134쪽.
66. ↑  The Panjab Past and Present - Volume 11 - Page 18
67. ↑  Pakistan Journal of History and Culture - Volumes 4-5 - Page 11
68. ↑  Kulke & Rothermund 2004, 157쪽.
69. 1 2  Mookerji 1989, 478–479쪽.
70. ↑  Scharfe, Hartmut; Bronkhorst, Johannes; Spuler, Bertold; Altenmüller, Hartwig (2002). 《Handbuch Der Orientalistik: India. Education in ancient India》. 141쪽. ISBN 978-90-04-12556-8.
71. ↑  Altekar 1965, 109쪽:
"It may be observed at the outset that Taxila did not possess any colleges or university in the modern sense of the term."
72. ↑  F. W. Thomas (1944), in Marshall (1951), 81쪽:
"We come across several Jātaka stories about the students and teachers of Takshaśilā, but not a single episode even remotely suggests that the different 'world renowned' teachers living in that city belonged to a particular college or university of the modern type."
73. ↑  "Nalanda" (2007). Encarta.
74. ↑  "Nalanda" (2001). 콜럼비아 백과사전.
75. 1 2  Mookerji 1989, 478–489쪽.
76. ↑  Prakash 1964, [쪽 번호 필요]쪽:
"Students from Magadha traversed the vast distances of northern India in order to join the schools and colleges of Taxila. We learn from Pali texts that Brahmana youths, Khattiya princes and sons of setthis from Rajagriha, Kashi, Kosala and other places went to Taxila for learning the Vedas and eighteen sciences and arts."
77. ↑  Apte, 9쪽.
78. ↑  Shahid, Kiran Kiran (2012년 6월 30일). 《University of Takshashila: An Ancient Seat of Learning》. 《Journal of Social Sciences and Humanities》 51. 97–107쪽.
79. ↑  “A Note on Ancient History”. Takshila Institute. 2012년 4월 1일에 확인함.
80. ↑  Prakash 1964, [쪽 번호 필요]쪽:
"Pāṇini and Kautilya, two masterminds of ancient times, were also brought up in the academic traditions of Taxila"
81. ↑  Prakash 1964, [쪽 번호 필요]쪽:
"Likewise, Jivaka, the famous physician of Bimbisara who cured the Buddha, learnt the science of medicine under a far-famed teacher at Taxila and on his return was appointed court-physician at Magadha. Another illustrious product of Taxila was the enlightened ruler of Kosala, Prasenajit, who is intimately associated with the events of the time of the Buddha."
82. 1 2  Apte, 9–10쪽.
83. ↑  Apte, 16–17쪽.
84. ↑  Apte, 18–19쪽.
85. ↑  Apte, 11쪽.
86. ↑  Singh, Upinder 2008, 265쪽.
87. ↑  Cunningham 1871, 105쪽.
88. ↑  Wheeler, Mortimer. 〈Marshall, Sir John Hubert (1876–1958)〉. 《옥스포드 영국 인명 사전》 온라인판. 옥스포드 대학교 출판부. doi:10.1093/ref:odnb/34896. (Subscription 또는 UK 공공도서관 회원 필수.)
89. ↑  “Taxila”. UNESCO. 2017년 6월 1일에 확인함.
90. ↑  “Taxila Map”. 《whc.unesco.org》. UNESCO World Heritage Centre. 2017년 6월 29일에 확인함.
91. ↑  “Thailand to provide assistance for restoration of Ghandhara Archelogical [sic] sites”. The Nation. 2017년 1월 16일. 2017년 6월 1일에 확인함.
92. ↑  “As China Pushes for a 'Buddhist' Globalisation, India Isn't Making the Most of Its Legacy”. The Wire. 2017년 5월 11일. 2017년 6월 1일에 확인함.
93. ↑  “Double decker tourist buses to be run in twin cities: PTDC”. Daily Times. 2017년 1월 2일. 2017년 6월 1일에 확인함.
94. ↑  “Population by administrative units 1951-1998” (PDF). 파키스탄 통계청.
95. 1 2  “Climate: Taxila – Climate graph, Temperature graph, Climate table”. Climate-Data.org. 2017년 6월 14일에 확인함.
96. ↑  “Tourism industry picking up as law and order situation improved”. Aaj TV. 2017년 1월 24일. 2017년 6월 1일에 확인함.[깨진 링크(과거 내용 찾기)]
97. ↑  “PTDC to organize Buddhists' conference to promote tourism”. Pakistan Today. 2017년 3월 11일. 2017년 6월 1일에 확인함.
98. ↑  “Pakistan to organise Buddhism heritage exhibition in Thailand”. Geo News. 2017년 3월 13일. 2017년 6월 1일에 확인함.
99. ↑  “As China Pushes for a 'Buddhist' Globalisation, India Isn't Making the Most of Its Legacy”. The Wire. 2017년 5월 11일. 2017년 6월 1일에 확인함.
100. ↑  “Double decker tourist buses to be run in twin cities: PTDC”. Daily Times. 2017년 1월 2일. 2017년 6월 1일에 확인함.

- Allchin, F. Raymond (1993). 《The Urban Position of Taxila and Its Place in Northwest India-Pakistan》. 《Studies in the History of Art》 31. 69–81쪽. JSTOR 42620473.
- Allchin, Bridget; Allchin, Raymond (1988). 《The rise of civilization in India and Pakistan》. Cambridge [u.a.]: 케임브리지 대학교 출판부. ISBN 978-0521285506.
- Altekar, Anant Sadashiv (1965). 《Education in Ancient India》 6판. Nand Kishore.
- Appleton, Naomi (2016). 《Jataka Stories in Theravada Buddhism: Narrating the Bodhisatta Path》. Routledge. ISBN 9781317111252.
- Apte, DG (c. 1950). 《Universities in ancient India》. Baroda: Faculty of Education and Psychology, Maharaja Sayajirao University.
- Cunningham, Alexander (1871). 《The Ancient Geography of India: The Buddhist Period, Including the Campaigns of Alexander, and the Travels of Hwen-Thsang》. Cambridge, NY: Cambridge University Press. ISBN 9781108056458.
- Davis, Richard H. (2014). 《The "Bhagavad Gita": A Biography》. Princeton University Press. ISBN 9781400851973.
- Kosambi, Damodar Dharmanand (1975) [first published 1956]. 《An Introduction to the Study of Indian History》 Revis Seco판. Bombay: Popular Prakashan. 126쪽.
- Kulke, Hermann; Rothermund, Dietmar (2004). 《A History of India》 4판. New York: Routledge. ISBN 978-0-415-32919-4.
- Lahiri, Nayanjot (2015). 《Ashoka in Ancient India》. Harvard University Press. ISBN 9780674915251. 2017년 5월 16일에 확인함.
- Malalasekera, G. P. (1937). 《Dictionary of Pali Proper Names》. Asian Educational Services (2003에 출판됨). ISBN 9788120618237.
- Marshall, John (1951). 《Taxila: Structural remains – Volume 1》. University Press.
- Marshall, John (2013) [1960]. 《A guide to Taxila》 Four판. Cambridge University Press. ISBN 9781107615441.
- Medlycott, A.E. (1905). 《India and the Apostle Thomas》. London: David Nutt.
- Mookerji, Radha Kumud (1988) [1966]. 《Chandragupta Maurya and his times》 4판. Delhi: Motilal Banarsidass. ISBN 978-81-208-0405-0.
- Mookerji, Radha Kumud (1989) [1951]. 《Ancient Indian education: Brahmanical and Buddhist》 2판. Delhi: Motilal Banarsidass. ISBN 978-81-208-0423-4.
- Needham, Joseph (2005) [1969]. 《Within the four seas : the dialogue of East and West》. London and New York: Routledge. ISBN 978-0-415-36166-8.
- Prakash, Buddha (1964). 《Political And Social Movements in Ancient Punjab》. Motilal Banarsidass. ISBN 9788120824584.
- Scharfe, Hartmut (2002a). 《Education in ancient India》. Leiden [u.a.]: Brill. ISBN 9789004125568.
- Scharfe, Hartmut (2002b). 《Handbook of Oriental Studies》 (영어). BRILL. ISBN 978-90-04-12556-8.
- Singh, Upinder (2008). 《A history of ancient and early medieval India : from the Stone Age to the 12th century》. New Delhi: Pearson Education. ISBN 9788131711200.
- Thapar, Romila (1997). 《Aśoka and the decline of the Mauryas》 Rev.판. Delhi: Oxford University Press. ISBN 978-0-19-563932-2.
- Trautmann, Thomas R. (1971). 《Kauṭilya and the Arthaśāstra: a statistical investigation of the authorship and evolution of the text》. Brill.